# 相棒のエピソード一覧 (pre season-season7)
- 相棒 > 相棒のエピソード一覧 (pre season-season7)
- 相棒の登場人物 > 相棒のエピソード一覧 (pre season-season7)

本項では、テレビ朝日系列の刑事ドラマ『相棒』のうち、『土曜ワイド劇場』で放送されていた3作品（以下：pre season）およびseason1からseason7までのエピソードについて解説する。文中の「PS」はpre season、「S」はseason、「終」は最終話の略称で、数字は話数を示す。

## 概要
2000年から2001年にかけて単発ドラマとして放送されたpre seasonでは、切れ者の杉下右京（演：水谷豊）と、捜査一課から左遷された亀山薫（演：寺脇康文）の出会いが描かれており、以降のシナリオにおいては2人が行動を共にしながら様々な事件を解決する様子が描かれる。
pre season2より、鑑識の米沢守（演：六角精児）と組織犯罪対策課課長角田六郎（演：山西惇）が登場。さらに連続ドラマ化されたseason1第1話より、警察庁官僚の小野田公顕（演：岸部一徳）が登場、右京と因縁を持ち、特命係誕生に関わるエピソードのキーパーソンとなりその後長きに渡り作中の狂言回しを務めた。さらにseason2では、第1話より首席監察官の大河内春樹（演：神保悟志）が、第4話より芹沢慶二(演：山中崇史)が登場。続くseason3では、第1話より若手政治家片山雛子(演：木村佳乃)が、第6話より警視庁経理部の職員陣川公平（演：原田龍二）が登場し現在まで続く主要人物のラインナップが出揃った。
2002年以降からは連続ドラマとなり、シリーズとしては最初となるseason1は3ヶ月間（1クール）の放送となった。最終話では、特命係が誕生するきっかけとなった事件が主題となっている。続くseason2では、pre season2で特命係と対決した連続殺人犯の浅倉（演:生瀬勝久）をめぐる事件が展開する。なお、season2より半年間(2クール)での放送が定着した。
シーズンを通じて、薫と記者の奥寺美和子（演：鈴木砂羽）との関係も描かれており、season3では美和子の浮気に端を発した不和が生じるが、season4第1話で薫が復縁を持ちかけ、紆余曲折を経て最終話は二人の結婚で締めくくられる。また、2006年1月1日の元日に2時間スペシャルとしてseason4第11話『汚れある悪戯』が放送され、以降のシーズンでは曜日に関係なく元日に2時間スペシャルが放送されると言う形態が定着している。そして、2008年12月17日放送のseason7第9話『レベル4〜後篇・薫最後の事件』では薫が亡き友の遺志を継ぐため、妻とともにサルウィンという国に旅立つ。第10話から第18話にかけて、右京の相棒が不在の時期を挟んだ後、2009年3月18日放送の最終話『特命』にて、のちに2代目相棒となる神戸尊役の及川光博がゲストとして出演。次回のseason8にてメインキャストとして登板している。
なお、season6放送終了後の2008年5月1日には映画『相棒 -劇場版- 絶体絶命! 42.195km 東京ビッグシティマラソン』が公開された。また、season7終了後の2009年3月28日にはメインの登場人物の一人、鑑識の米沢守を主人公とするシリーズ初のスピンオフ映画『相棒シリーズ 鑑識・米沢守の事件簿』が公開されている。これと前後して2009年3月5日にはニンテンドーDS用ソフト『相棒DS』も発売された。

## 製作背景

### シナリオ
水谷豊と寺脇康文が主演を務めることが決まった後、制作チームの要請を受け、それまでコメディを中心に活動してきた輿水泰弘が脚本を引き受けた。ミステリ好きだった輿水は執筆に当たりシャーロック・ホームズとワトソンのようなコンビによる推理ものを目標とした。
pre season3「大学病院助教授、墜落殺人事件!」では大学病院を舞台に安楽死の是非が描かれた。このエピソードでは院内で行方不明になった右京を探す薫が「俺の相棒はどこだ！」と医者に詰め寄る場面がファンの間で印象的なシーンとされている。
その後、テレビシリーズ化に際して輿水以外の脚本家も加わり、社会問題を取りこみながら、コメディーからシリアスまで多様なシナリオが生み出されていった。
season1第10話「最後の灯り」では右京と薫が事件について調べる中、犯人に襲われて海岸まで運ばれて放置される。この際負傷した右京を薫が背負う場面があるが、これに関して水谷は以下のように述懐している。
また同話では、倒叙形式が取られている。
season1最終話「午後9時30分の復讐 特命係、最後の事件」は脚本家の輿水泰弘が同seasonの中で特に印象に残っているとしている。またゲストで登場した北条晴臣演じる長門裕之の演技に関して水谷は以下のように述懐している。
エピソードの中には変わった構成の回もあった。たとえばseason2第3話「殺人晩餐会」およびseason3第8話「誘拐協奏曲」はいずれも密室劇であり、いずれの回もゲストの渡辺哲が異なる役で出演している。このうち前者は薫の味覚の鋭さが凶器の特定につながるという展開がなされている。
season2第16話「白い罠」では犯罪被害者と加害者双方の家族の葛藤が描かれた。その中で加害者の死刑執行に立ち会った刑務官である工藤伊佐夫を演じる小野武彦の、加害者家族の悲しみを知ったことで自身の仕事を悔いた際の演技に関して、水谷は以下のように述懐している。
season4第19話「ついてない女」は、大半の場面で右京と薫が別行動をとることが特徴であり、番組の公式ブログでは「役割分担をすることで名コンビぶりが発揮されたのではないか」と記されている。なお、このシナリオの中心人物である月本幸子（演：鈴木杏樹）はその後、season6第11話「ついている女」ほか複数のシナリオに登場し、のちに「花の里」2代目女将としてseason17第19話まで登場した。
2007年10月24日放送のSeason6第1話の「複眼の法廷」は、2年後（2009年）に制定される裁判員制度を主題としており、水谷は2021年の朝日新聞の記事の中で、この制度の在り方や人々に与える影響を予測して制作したものだと聞いたと話している。
season7第9話「レベル4〜後篇・薫最後の事件」をもって薫が日本を去ってから最終話までのエピソードにおいては、毎回右京がゲストやメインの登場人物と組んだり、単独行動をしたりと変則的な状況が続いた。
season7第10話「ノアの方舟」ではゲストとして法務大臣の瀬田宗明を演じる渡哲也が登場したが、水谷は20代のころから渡のファンであり、1977年『大都会 PARTII』第5話「明日のジョー」以来の共演となったことに対して、水谷は「撮影中はファンの顔にならないように気をつけていました」と述懐している。また同話においては法務省官房長補佐官の姉川聖子を演じた田畑智子が右京に同行して捜査をしたことから、田畑が次の相棒ではないかと話題となった。
season7第15話「密愛」ではメインゲストが岸惠子と国広富之で相棒はおらず登場人物も限られていたため、番組表は空白が目立った。水谷とは1977年『赤い激流』以来の共演となった岸が演じた宇佐美悦子は右京の大学時代の恩師でフランス文学の翻訳家という設定である。男女の愛を描くフランス文学は右京が大学時代に唯一単位を落とした科目であり、宇佐美にもフランス文学は右京と相性が悪いと指摘され、右京も「男女の情愛ほど知性や理論が通用しない分野はありません」と相性の悪さを認めている。このように本作は愛をテーマにして話が進むが、その際水谷は以下のように演じたと述懐している。
なお、同話では『交響曲第8番』などのクラシック音楽が多用されており、放送後に視聴者から寄せられた問い合わせに応えるという形で番組公式ブログに使用楽曲一覧が掲載された。

### 撮影

#### 長回し
pre seasonの2作目における、右京と薫、浅倉禄郎のシーンで8分間の長回しによる撮影が行われた。当初は予定になかったが、テスト段階において水谷の台詞覚えの良さから、監督の和泉聖治より提案された。これに関して水谷は以下のように述懐している。

#### ロケーション

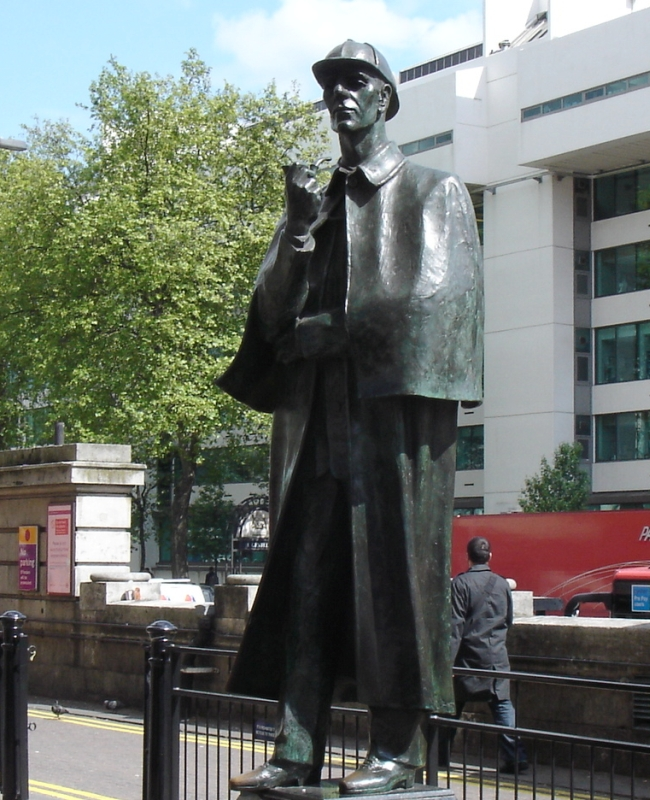
season2第1話「ロンドンからの帰還 ベラドンナの赤い罠」のロケ地であるロンドン。

season2第1話「ロンドンからの帰還 ベラドンナの赤い罠」は、本作初の海外でのロケーション撮影となった。監督の和泉から「右京の向こうでの生活を見せたいので、撮影してきてほしい」と依頼され、本隊が東京で撮影している間に、3泊5日の日程で水谷含む撮影隊5人で行われた。撮影隊にとっては行き当たりばったりとなったが、以下に水谷が述べるように意図せず撮影できた場面もあった。

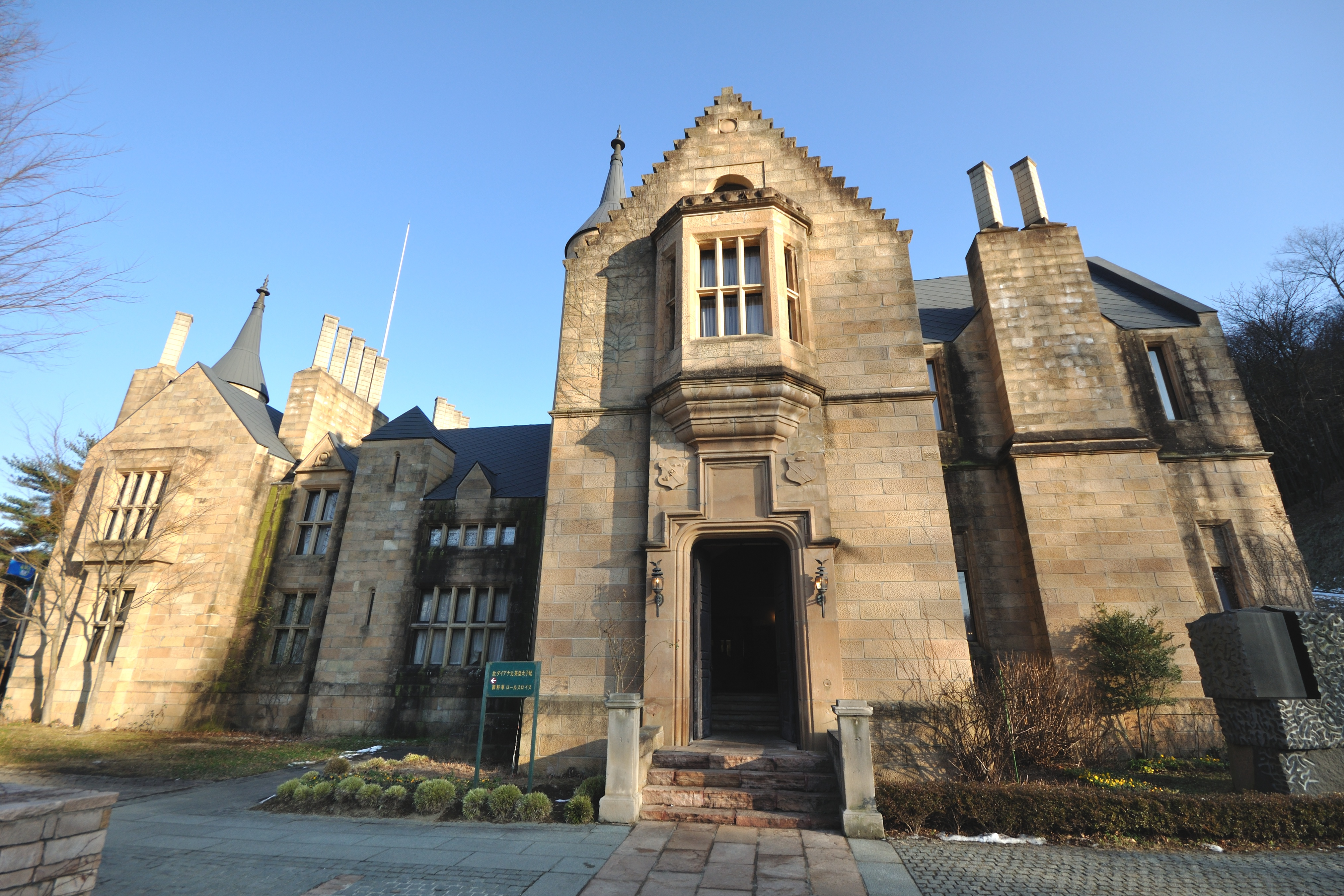
season4第1話「閣下の城」にて、元外交官・北条晴臣の別荘「アイアンハート城」の登場した大理石村ロックハート城。

season2第15話「雪原の殺意」および第16話「白い罠」では、番組史上初めてとなる北海道での遠方ロケが実施されたほか、season4第1話「閣下の城」では大理石村ロックハート城で撮影された。
また、テレビ朝日開局50周年を記念して制作されたseason6第10話「寝台特急カシオペア殺人事件! 上野〜札幌1200kmを走る豪華密室! 犯人はこの中にいる!!」では、北海道で行われる裁判の証人の護送車両として寝台特急「カシオペア」が使われているという設定であり、上野、青森ならびに函館駅が実際に登場するほか、走行中の場面も実際の車両を用いている。鉄道ライターの杉山淳一はマイナビニュースに寄せた記事の中で、番組内で「カシオペア」として登場したE26系の客車は検査のため10月下旬から12月上旬まで運休となり、正月特番の撮影スケジュールに合わせやすいと述べている。また、杉山はスタジオセットの食堂車は実際の食堂車と異なると指摘したうえで、物語上でたびたび登場するため実車両ではなくセットを作る必要があったと推測している。

### 編集
season7の時点ではテープ収録が主体で、大半の番組制作と同様にオフライン編集のみをノンリニア環境で行っていたが、テープ素材のデジタル化に時間がかかっていた。そのため、テープレスカメラの導入をはじめ、収録から編集まで電子ベースで統一することが解決策として考えられた。番組スタッフには常に新しいことに挑戦するという意識があったため、反対意見は出なかったものの、予算の問題や、編集所の検証に時間がかかるため、テープレス化はseason8までお預けとなった。

## エピソード一覧
pre season / 特別編 / season1 / season2 / season3 / season4 / season5 / season6 / season7

### 凡例
- 劇中にサブタイトルの表示はなく、サブタイトルの表記などは、すべて公式サイトや公式ガイドブック、DVDの表記に準じる。
- 放送日はテレビ朝日での初回放送日。
- 視聴率はビデオリサーチ（関東地区）調べ。
- 各season表内の赤字は最高視聴率、青字は最低視聴率を示す。

### pre season
- 土曜ワイドショー時代の『相棒』で、全ての始まりと言える最初のシリーズになっており、事実上の「season0」と位置づけられる。
- いずれも脚本は輿水泰弘。各回冒頭の空撮をはじめとするお決まりの様式美はこの時から確立していた。
- タイトルはそれぞれ「相棒 警視庁ふたりだけの特命係」「相棒 警視庁ふたりだけの特命係 2」「相棒 警視庁ふたりだけの特命係 3」。
- 第1作から第3作の再編集版をそれぞれ2001年7月、2002年7月20日[32]、2003年7月19日[33]に土曜ワイド劇場で放送。
- 第2作より山西惇演じる角田六郎と六角精児演じる米沢守と大谷亮介演じる三浦信輔が初登場。

| 話数  | 放送日        | サブタイトル                  | あらすじ 登場ゲスト               | 脚本     | 監督     | 視聴率 | 脚注   |
| ----- | ------------- | ----------------------------- | --------------------------------- | -------- | -------- | ------ | ------ |
| 第1作 | 2000年6月3日  | 刑事が警官を殺した?           | 阿部貴三郎 松原俊輔 金子 小泉綾子 | 輿水泰弘 | 和泉聖治 | 17.7%  | [ 34 ] |
| 第2作 | 2001年1月27日 | 恐怖の切り裂き魔連続殺人!     | 今宮典子 浅倉禄郎 市村麻衣子      | 輿水泰弘 | 和泉聖治 | 22.0%  | [ 36 ] |
| 第3作 | 11月10日      | 大学病院助教授、墜落殺人事件! | 今井貞一 太宰謙介                 | 輿水泰弘 | 和泉聖治 | 17.4%  | [ 37 ] |

### 特別編
- 土曜ワイド劇場特別企画として放送。
- 劇場版公開に合わせて、再編集版に新撮映像[注 4] を加え、音楽を池頼広による連続ドラマ版音源に差し替えた。

| タイトル                                                         | 話数  | 放送日       | 脚本     | 監督     | 視聴率 | 脚注   |
| ---------------------------------------------------------------- | ----- | ------------ | -------- | -------- | ------ | ------ |
| 劇場版公開記念スペシャル 「名コンビ誕生篇」                      | 第1話 | 2008年5月3日 | 輿水泰弘 | 東伸児   | 20.6%  |        |
| 映画大ヒット御礼スペシャル 「相棒3〜いま明かされる7年目の真実!」 | 第3話 | 6月14日      | 輿水泰弘 | 安養寺工 | 16.9%  | [ 38 ] |

### season1
- 2002年10月9日 - 12月25日、全12話、平均視聴率 13.1%。
- 第1話は20時から21時48分の1時間48分SP。
- 第7話は21時30分から22時24分の放送。
- 最終話は21時30分から23時24分の1時間54分SP。
- このシーズンより連続ドラマとして放送されるようになった。
- 第1話より岸部一徳演じる小野田公顕が初登場。

| 話数                                                            | 放送日        | サブタイトル                                                       | あらすじ 登場ゲスト                                     | 脚本     | 監督     | 視聴率 | 脚注   |
| --------------------------------------------------------------- | ------------- | ------------------------------------------------------------------ | ------------------------------------------------------- | -------- | -------- | ------ | ------ |
| 第1話                                                           | 2002年10月9日 | 警視総監室にダイナマイト男が乱入! 刑事が人質に!? 犯罪の影に女あり… | 田端甲子男 三木英輔 岩崎麗子                            | 輿水泰弘 | 和泉聖治 | 16.3%  | [ 39 ] |
| 第2話                                                           | 10月16日      | 教授夫人とその愛人                                                 | 神林寿一朗 神林淳子 猪口達也                            | 輿水泰弘 | 麻生学   | 11.8%  | [ 40 ] |
| 第3話                                                           | 10月23日      | 秘密の元アイドル妻                                                 | 加賀山友二 陳風偉 橘亭青楽 倉本美奈子                   | 櫻井武晴 | 和泉聖治 | 12.5%  | [ 41 ] |
| 第4話                                                           | 10月30日      | 下着泥棒と生きていた死体                                           | 二木達郎 佐古秀樹 織田國男                              | 櫻井武晴 | 麻生学   | 09.4%  | [ 42 ] |
| 第5話                                                           | 11月6日       | 目撃者                                                             | 平良荘八 手塚守 佐々木文宏 前原恭子                     | 輿水泰弘 | 和泉聖治 | 13.2%  | [ 43 ] |
| 第6話                                                           | 11月13日      | 死んだ詐欺師と女美術館長の指紋                                     | 土田雅夫 柿崎 菊本アヤ                                  | 砂本量   | 和泉聖治 | 13.9%  | [ 44 ] |
| 第7話                                                           | 11月20日      | 殺しのカクテル                                                     | 倉沢正 三好倫太郎 アキコ・マンセル                      | 櫻井武晴 | 大井利夫 | 12.6%  | [ 45 ] |
| 第8話                                                           | 11月27日      | 仮面の告白                                                         | 黒岩繁 武藤かおり                                       | 輿水泰弘 | 大井利夫 | 11.9%  | [ 46 ] |
| 第9話                                                           | 12月4日       | 人間消失                                                           | 森島つよし 桐野リサ                                     | 砂本量   | 吉野晴亮 | 15.2%  | [ 47 ] |
| 第10話                                                          | 12月11日      | 最後の灯り                                                         | 仲瀬古永次 須磨玲子 猪野大                              | 櫻井武晴 | 大井利夫 | 12.9%  | [ 48 ] |
| 第11話                                                          | 12月18日      | 右京撃たれる〜特命係15年目の真実                                   | N/A                                                     | 輿水泰弘 | 和泉聖治 | 14.2%  | [ 49 ] |
| 最終話                                                          | 12月25日      | 午後9時30分の復讐 特命係、最後の事件                               | 北条晴臣 柳田幹夫 鈴原慶介 川端蘭子 石嶺小五郎 萩原壮太 | 輿水泰弘 | 和泉聖治 | 13.0%  | [ 50 ] |
| 平均視聴率 13.30%（視聴率はビデオリサーチ調べ、関東地区・世帯） |               |                                                                    |                                                         |          |          |        |        |

### season2
- 2003年10月8日 - 2004年3月17日、全21話、平均視聴率 12.7%。
- このシーズンから放送期間が10月～翌年3月の半年間の放送となり、『相棒・警視庁ふたりだけの特命係』から『相棒』とタイトルが簡略化され、今日の作品の大枠においての体裁が整われた。
- 第2話から表示される冒頭のタイトルロゴも上記のものに変更。
- 第1話・最終話は20時から21時54分の1時間54分SP。
- 第6話・第16話は21時30分から22時24分の放送。
- オープニングテーマを新曲に変更。
- 第1話より神保悟志演じる大河内春樹、第4話より山中崇史演じる芹沢慶二が登場。

| 話数                                                            | 放送日        | サブタイトル                           | あらすじ 登場ゲスト                                                                  | 脚本     | 監督       | 視聴率 | 脚注   |
| --------------------------------------------------------------- | ------------- | -------------------------------------- | ------------------------------------------------------------------------------------ | -------- | ---------- | ------ | ------ |
| 第1話                                                           | 2003年10月8日 | ロンドンからの帰還〜ベラドンナの赤い罠 | 浅倉禄郎 小暮ひとみ 武藤かおり 真鍋純一郎 佐川                                       | 輿水泰弘 | 和泉聖治   | 17.0%  | [ 52 ] |
| 第2話                                                           | 10月15日      | 特命係復活                             | 小暮ひとみ 小暮慶介 小暮恵子 武藤かおり 浅倉禄郎                                     | 輿水泰弘 | 和泉聖治   | 16.3%  | [ 53 ] |
| 第3話                                                           | 10月29日      | 殺人晩餐会                             | 庚塚英明 大曲幸吉 沼功 藤間ゆり子 滝沢恵美 榎並昭夫                                  | 櫻井武晴 | 大井利夫   | 16.4%  | [ 54 ] |
| 第4話                                                           | 11月5日       | 消える銃弾                             | 有賀透 苫篠武 苫篠孝一 十和田秀志 十和田ケイコ 青山晴美                              | 砂本量   | 大井利夫   | 10.5%  | [ 55 ] |
| 第5話                                                           | 11月12日      | 蜘蛛女の恋                             | 斎東リカ 七森雅美 岸田義邦 斎藤肇 七森日出子                                         | 砂本量   | 大井利夫   | 15.0%  | [ 56 ] |
| 第6話                                                           | 11月19日      | 殺してくれとアイツは言った             | 菅原英人 菅原珠江                                                                    | 砂本量   | 大井利夫   | 11.6%  | [ 57 ] |
| 第7話                                                           | 11月26日      | 消えた死体                             | 若杉真子 若杉栄一 阿部賢 多治見治 阿部由紀子                                         | 櫻井武晴 | 和泉聖治   | 12.6%  | [ 58 ] |
| 第8話                                                           | 12月3日       | 命の値段                               | 神田喜一 神田礼子 久保田正 神田陽一郎 辻篤志 辻真理子                                | 櫻井武晴 | 橋本一     | 11.2%  | [ 59 ] |
| 第9話                                                           | 12月10日      | 少年と金貨                             | 小田島和也 小田島雅彦 倉野善次郎 松金彰子 田淵俊夫                                   | 砂本量   | 和泉聖治   | 11.9%  | [ 60 ] |
| 第10話                                                          | 12月17日      | 殺意あり                               | 青木周作 青木征十郎 小林亘 岡本恭子 小林賢三郎                                       | 輿水泰弘 | 大井利夫   | 10.6%  | [ 61 ] |
| 第11話                                                          | 2004年1月7日  | 秘書がやりました                       | 蜷川輝政 三峰涼子 吉池昌夫 風間ひさし 蜷川輝明 蜷川るみ子                            | 輿水泰弘 | 和泉聖治   | 09.2%  | [ 62 ] |
| 第12話                                                          | 1月14日       | クイズ王                               | 佐々木隆俊 佐々木佳枝 村瀬真奈美                                                     | 深沢正樹 | 和泉聖治   | 12.5%  | [ 63 ] |
| 第13話                                                          | 1月21日       | 神隠し                                 | 大森瑠奈 吉田一郎 長谷川均 大森郁夫 大森早苗                                         | 輿水泰弘 | 大井利夫   | 13.0%  | [ 64 ] |
| 第14話                                                          | 1月28日       | 氷女                                   | 池永秋男 池永よしみ 宇野レナ 来栖 山中貴和子 益田啓三                                | 砂本量   | 大井利夫   | 13.9%  | [ 65 ] |
| 第15話                                                          | 2月4日        | 雪原の殺意                             | 本宮沙雪 美濃部耕筰 北川渉 本宮みどり 加茂内敏樹 沖真二 若杉栄一 本宮恒夫 工藤伊佐夫 | 櫻井武晴 | 和泉聖治   | 10.7%  | [ 66 ] |
| 第16話                                                          | 2月11日       | 白い罠                                 | 本宮沙雪 工藤伊佐夫 本宮みどり 沖真二                                                | 櫻井武晴 | 和泉聖治   | 12.2%  | [ 67 ] |
| 第17話                                                          | 2月18日       | 同時多発誘拐〜消えた16人の子供達       | 望月ちとせ 望月則彦 船村エリ 小山純平 船村音也 船村ゆずる                            | 砂本量   | 吉野晴亮   | 09.0%  | [ 68 ] |
| 第18話                                                          | 2月25日       | ピルイーター                           | 湊哲郎 中村里香 湊杏子                                                               | 輿水泰弘 | 長谷部安春 | 13.7%  | [ 69 ] |
| 第19話                                                          | 3月3日        | 器物誘拐                               | 桐本達彦 桐本雅江                                                                    | 坂田義和 | 長谷部安春 | 13.2%  | [ 70 ] |
| 第20話                                                          | 3月10日       | 二分の一の殺意                         | ヒロコ 坪井真治 岡村留奈 岡村留美                                                    | 深沢正樹 | 和泉聖治   | 11.0%  | [ 71 ] |
| 最終話                                                          | 3月17日       | 私刑〜生きていた死刑囚と赤いベルの女   | 浅倉禄郎 皆川千登勢 永井紘子 中津一義 田端甲子男                                     | 輿水泰弘 | 和泉聖治   | 16.1%  | [ 72 ] |
| 平均視聴率 13.11%（視聴率はビデオリサーチ調べ、関東地区・世帯） |               |                                        |                                                                                      |          |            |        |        |

### season3
- 2004年10月13日 - 2005年3月23日、全19話、平均視聴率 13.2%。
- このシーズンからHDTVカメラ撮影によるハイビジョン制作（地上アナログ放送ではサイドカットで放送）へ移行した。この時点ではテレビ朝日・メーテレ・ABCテレビの地上デジタル放送で実施し、その後、他のANN系列局でも順次地上デジタル放送開始と同時にデジタルハイビジョン放送（画面サイズが16:9）となった。なお、映像ソフト及び各局とテレ朝チャンネルなどでこのシーズン以降の再放送時は当初よりハイビジョン放送である。
- 第1話・第9話は20時から21時54分の1時間54分SP。
- 最終話は21時から22時30分の90分SP。
- なお、再放送用に第1話と第2話を合わせて2時間にしたバージョン、最終話を1時間にしたバージョンがそれぞれ存在し、たびたび各局で放送されている。
- オープニングテーマが再び変更。以後、このオープニングテーマが継承され、アレンジされた楽曲が使用されている。また、このシーズンから話数の表記がされなくなった。
- このシーズンから特命係室内の間取り・レイアウトが大きく変わり、出入口が組織犯罪課から見て右だったものから左になり小道具・家具類も合わせ鏡のように左右逆になった。
- 括弧内はDVD収録時およびTELASA配信時の公式話数である（後述するトラブルでの欠番が発生しているため。第1-6話、最終話に関しては公式話数が同じなので省略）。
- 第1話より木村佳乃演じる片山雛子、第6話より原田龍二演じる陣川公平が初登場。

| 話数                                                            | 放送日         | サブタイトル                             | あらすじ 登場ゲスト                                                | 脚本                            | 監督                            | 視聴率 | 脚注   |
| --------------------------------------------------------------- | -------------- | ---------------------------------------- | ------------------------------------------------------------------ | ------------------------------- | ------------------------------- | ------ | ------ |
| 第1話                                                           | 2004年10月13日 | 双頭の悪魔                               | 鹿手袋啓介 沢村久重 朱雀武比古 加賀谷秀之 海音寺菊生 大八木邦生    | 輿水泰弘                        | 和泉聖治                        | 14.5%  | [ 73 ] |
| 第2話                                                           | 10月20日       | 双頭の悪魔II〜堕天使                     | 朱雀武比古 鹿手袋啓介 加賀谷秀之 大八木邦生                        | 輿水泰弘                        | 和泉聖治                        | 12.2%  | [ 74 ] |
| 第3話                                                           | 10月27日       | 双頭の悪魔III〜悪徳の連鎖                | 朱雀武比古 鹿手袋啓介 小松原 加賀谷秀之                            | 輿水泰弘                        | 和泉聖治                        | 13.8%  | [ 75 ] |
| 第4話                                                           | 11月10日       | 女優〜前編〜                             | 木佐貫功 小峰夕月 古谷彦六 松永慎二郎 海音寺菊生                   | 輿水泰弘                        | 和泉聖治                        | 14.1%  | [ 76 ] |
| 第5話                                                           | 11月24日       | 女優〜後編〜                             | 小峰夕月 松永慎二郎                                                | 輿水泰弘                        | 和泉聖治                        | 13.4%  | [ 77 ] |
| 第6話                                                           | 12月1日        | 第三の男                                 | 千葉ハル子                                                         | 砂本量                          | 長谷部安春                      | 12.1%  | [ 78 ] |
| 第7話（欠番）                                                   | 12月8日        | 夢を喰う女                               | 知念信夫 八尾圭吾 辻村めぐみ 大滝亮 清水直久 佐伯要一              | 砂本量                          | 長谷部安春                      | 12.4%  | [ 79 ] |
| 第8話（第7話）                                                  | 12月15日       | 誘拐協奏曲                               | 今井進一 野呂啓介 前田勇一郎 前田房江 井勢谷隆 本間実男 佐々原妙子 | 櫻井武晴                        | 猪崎宣昭                        | 09.5%  | [ 80 ] |
| 第9話（第8話）                                                  | 2005年01月5日  | 潜入捜査〜私の彼を探して!                | 北潟誠吾 森本達也 設楽聡子                                         | 輿水泰弘                        | 橋本一                          | 15.2%  | [ 81 ] |
| 第10話（第9話）                                                 | 1月12日        | ゴースト〜殺意のワイン                   | 沢村映子 三原健夫 肥田育恵 高木勉                                  | 東多江子                        | 長谷部安春                      | 12.0%  | [ 82 ] |
| 第11話（第10話）                                                | 1月19日        | ありふれた殺人〜時効成立後に真犯人自首!? | 小見山勇司 坪井里子 港功 坪井貞一 坪井幸子 鈴木隆                  | 櫻井武晴                        | 和泉聖治                        | 12.2%  | [ 83 ] |
| 第12話（第11話）                                                | 1月26日        | 予告殺人〜狙われた美人姉妹の謎           | 佐藤愛 堀明久 山本弘己 伊藤洋子                                    | 砂本量                          | 和泉聖治                        | 14.6%  | [ 84 ] |
| 第13話（第12話）                                                | 2月2日         | 警官殺し〜銃に残された赤い指紋           | 長谷川修 阿部貴三郎 白井梅乃 茶畑幸弘                              | 櫻井武晴                        | 長谷部安春                      | 13.4%  | [ 85 ] |
| 第14話（第13話）                                                | 2月16日        | 薔薇と口紅〜名門殺人学園の美女           | 江川良治 龍ヶ崎綾子 野田久雄 山内久美子                            | 岩下悠子                        | 橋本一                          | 12.9%  | [ 86 ] |
| 第15話（第14話）                                                | 2月23日        | 殺しのピアノ                             | 幸田紀夫 柴耕太郎 柴悦子 岩槻巧                                    | 櫻井武晴                        | 和泉聖治                        | 11.5%  | [ 87 ] |
| 第16話（第15話）                                                | 3月2日         | 人間爆弾                                 | 若杉栄一 塩塚玄 臼井ミオ 長橋貴信                                  | 砂本量                          | 和泉聖治                        | 13.4%  | [ 88 ] |
| 第17話（第16話）                                                | 3月9日         | 書き直す女                               | ヒロコ 川島弘基 栗原ななみ 武龍一                                  | 林誠人                          | 橋本一                          | 14.3%  | [ 89 ] |
| 第18話（第17話）                                                | 3月16日        | 大統領の陰謀                             | 浅倉禄郎 桜木静香 間島謙作 平本修治 平本昌恵 藤巌雄                | 近藤俊明 （脚本協力：輿水泰弘） | 近藤俊明 （脚本協力：輿水泰弘） | 11.6%  | [ 90 ] |
| 最終話                                                          | 3月23日        | 異形の寺                                 | 鹿手袋啓介 雀蓮 蓮妙 飯島佐和子                                    | 輿水泰弘                        | 和泉聖治                        | 14.1%  | [ 91 ] |
| 平均視聴率 13.23%（視聴率はビデオリサーチ調べ、関東地区・世帯） |                |                                          |                                                                    |                                 |                                 |        |        |

### season4
- 2005年10月12日 - 2006年3月15日、全21話、平均視聴率 14.7%。
- 第1話は20時から21時54分の1時間54分SP。
- 第11話は日曜21時から23時30分の2時間半SP。
- 最終話は20時から21時48分の1時間48分SP。
- このシーズン以降、曜日に関係なく2時間 - 2時間半の元日スペシャルが放送されている。
- このシーズンからseason3の楽曲をリアレンジした「相棒シーズン4 オープニングテーマ」に変更され、同曲はseason6まで使用される[注 7]。
- このシーズンの途中でseason1から携わってきた脚本家の砂本量が逝去[92]。遺作となった第4話と第5話はプロデューサーの須藤泰司が「瀬巻亮犬」名義で補筆している[93][94]。
- 第19話より鈴木杏樹演じる月本幸子が初登場。

| 話数                                                            | 放送日         | サブタイトル     | あらすじ 登場ゲスト                                       | 脚本                        | 監督       | 視聴率 | 脚注    |
| --------------------------------------------------------------- | -------------- | ---------------- | --------------------------------------------------------- | --------------------------- | ---------- | ------ | ------- |
| 第1話                                                           | 2005年10月12日 | 閣下の城         | 北条晴臣 郷内繭子 郷内嵩人                                | 輿水泰弘                    | 和泉聖治   | 13.3%  | [ 95 ]  |
| 第2話                                                           | 10月19日       | 殺人講義         | 春日秀平 島田加奈子 遠山ちず 遠山実 田辺健太郎            | 古沢良太                    | 長谷部安春 | 14.7%  | [ 96 ]  |
| 第3話                                                           | 10月26日       | 黒衣の花嫁       | 津島瑞希 海老原元章 浅葉ハルミ 田村厚                     | 砂本量                      | 長谷部安春 | 12.4%  | [ 97 ]  |
| 第4話                                                           | 11月2日        | 密やかな連続殺人 | 佐古秀樹 村木重雄 村木順子 内田美咲                       | 砂本量 瀬巻亮犬             | 和泉聖治   | 14.8%  | [ 98 ]  |
| 第5話                                                           | 11月9日        | 悪魔の囁き       | 村木重雄 村木順子 日高鮎子 内田美咲 安斉直太郎            | 砂本量 瀬巻亮犬             | 和泉聖治   | 13.8%  | [ 99 ]  |
| 第6話                                                           | 11月16日       | 殺人ヒーター     | 小柳津桐子 黒川英明 恩田義男                              | 櫻井武晴                    | 近藤俊明   | 13.5%  | [ 100 ] |
| 第7話                                                           | 11月23日       | 波紋             | 下薗司 池田俊太郎 古谷稔 梶多恵子                         | 入江信吾                    | 森本浩史   | 12.7%  | [ 101 ] |
| 第8話                                                           | 11月30日       | 監禁             | 千恵 由佳 進藤ミサエ 新田信彦                             | 古沢良太                    | 和泉聖治   | 14.0%  | [ 102 ] |
| 第9話                                                           | 12月7日        | 冤罪             | 青木由紀男 篠宮ゆかり 安城雄二 室園悦子 金子祐介          | 櫻井武晴                    | 和泉聖治   | 12.0%  | [ 103 ] |
| 第10話                                                          | 12月14日       | 殺人生中継       | 八木沼リカ 綾瀬圭子 仁科真由美                            | 古沢良太                    | 近藤俊明   | 16.3%  | [ 104 ] |
| 第11話                                                          | 2006年1月1日   | 汚れある悪戯     | 城崎愛梨 平林 畑山哲弥                                    | 輿水泰弘                    | 和泉聖治   | 16.1%  | [ 105 ] |
| 第12話                                                          | 1月11日        | 緑の殺意         | 川端敏臣 久保寺太一 野崎春菜                              | 戸田山雅司                  | 橋本一     | 12.5%  | [ 106 ] |
| 第13話                                                          | 1月18日        | 最後の着信       | 脇幸太郎 菱沼貞夫 鷲頭一郎 白坂由美                       | 櫻井武晴                    | 西山太郎   | 16.8%  | [ 107 ] |
| 第14話                                                          | 1月25日        | アゲハ蝶         | 野口史明 染井繁 宮本洋一郎 小西美紗緒                     | 岩下悠子                    | 橋本一     | 15.3%  | [ 108 ] |
| 第15話                                                          | 2月1日         | 殺人セレブ       | 五島香苗 五島秀宣 竹下弥生 仁科世理子                     | 真部千晶 （協力：櫻井武晴） | 和泉聖治   | 16.5%  | [ 109 ] |
| 第16話                                                          | 2月8日         | 天才の系譜       | 杉下花 二ノ宮純平 二ノ宮小夜子 金田昭一郎                 | 古沢良太                    | 和泉聖治   | 16.2%  | [ 110 ] |
| 第17話                                                          | 2月15日        | 告発の行方       | 堂島丈一 古賀由紀男 赤枝文和                              | 櫻井武晴                    | 橋本一     | 13.8%  | [ 111 ] |
| 第18話                                                          | 2月22日        | 節約殺人         | 松原宣子 松原真澄 浅田裕久 馬場香織                       | 林誠人                      | 橋本一     | 17.7%  | [ 112 ] |
| 第19話                                                          | 3月1日         | ついてない女     | 向島茂                                                    | 古沢良太                    | 和泉聖治   | 15.8%  | [ 113 ] |
| 第20話                                                          | 3月8日         | 7人の容疑者      | 曽根ゆり子 南早紀 林登 甲野真                             | 櫻井武晴                    | 森本浩史   | 13.4%  | [ 114 ] |
| 最終話                                                          | 3月15日        | 桜田門内の変     | 轟木一郎太 韮崎ひばり 泰良哲郎 山田亨 綿貫甚八 一ツ橋明男 | 輿水泰弘                    | 和泉聖治   | 16.5%  | [ 115 ] |
| 平均視聴率 14.79%（視聴率はビデオリサーチ調べ、関東地区・世帯） |                |                  |                                                           |                             |            |        |         |

### season5
- 2006年10月11日 - 2007年3月14日、全20話、平均視聴率 16.1%。
- このシーズンからアナログ放送は16:9画角を中間サイドカットした14:9サイズのセミレターボックスでの放送となり、一部の回では冒頭のタイトルロゴの位置が中間サイドカットの考慮し4:3画面のギリギリ端の位置に表示される様になる。
- 第1話・最終話は20時から21時54分の1時間54分SP。
- 第11話は月曜21時から23時30分の2時間半SP、他の回とは異なりオープニングVTRが挿入されなかった。
- このシーズンをもって土曜ワイド劇場時代の音楽を担当し、連続ドラマでは音楽監督を務めてきた義野裕明が降板した。

| 話数                                                           | 放送日         | サブタイトル                          | あらすじ 登場ゲスト                                                            | 脚本                        | 監督       | 視聴率 | 脚注    |
| -------------------------------------------------------------- | -------------- | ------------------------------------- | ------------------------------------------------------------------------------ | --------------------------- | ---------- | ------ | ------- |
| 第1話                                                          | 2006年10月11日 | 杉下右京 最初の事件                   | 御手洗嘉代 里中邦明 御手洗律子 御手洗泰彦 宗家房一郎 御手洗聖子                | 輿水泰弘                    | 和泉聖治   | 15.5%  | [ 116 ] |
| 第2話                                                          | 10月18日       | スウィートホーム                      | 天城真 富田俊也 飯塚久美子 糸川重一 諏訪町子 原タカシ                          | 古沢良太                    | 森本浩史   | 14.7%  | [ 117 ] |
| 第3話                                                          | 10月25日       | 犯人はスズキ                          | 池之端庄一 江島郁夫 堂本達也 池之端桃代                                        | 岩下悠子                    | 森本浩史   | 15.6%  | [ 118 ] |
| 第4話                                                          | 11月1日        | せんみつ                              | 槇原惣司 本脇幸生                                                              | 戸田山雅司                  | 和泉聖治   | 16.2%  | [ 119 ] |
| 第5話                                                          | 11月8日        | 悪魔への復讐殺人                      | 安斉直太郎 内田美咲 堀切真帆 末次朝雄 牧百合江                                 | 櫻井武晴                    | 和泉聖治   | 15.4%  | [ 120 ] |
| 第6話                                                          | 11月15日       | ツキナシ                              | 宮澤邦彦 北之口秀一 永田沙織                                                   | 西村康昭                    | 近藤俊明   | 13.9%  | [ 121 ] |
| 第7話                                                          | 11月22日       | 剣聖                                  | 吾妻源一郎 桂木ふみ 吾妻俊一 望月勇 関正人                                     | 古沢良太                    | 西山太郎   | 14.3%  | [ 122 ] |
| 第8話                                                          | 11月29日       | 赤いリボンと刑事                      | 長沢智世 高岡義一 高岡ちひろ 西康介 石黒喜久雄 石黒信也                        | 岩下悠子                    | 和泉聖治   | 15.9%  | [ 123 ] |
| 第9話                                                          | 12月6日        | 殺人ワインセラー                      | 石場大善 藤巻譲 安藤久 関紀子                                                  | 櫻井武晴                    | 和泉聖治   | 17.6%  | [ 124 ] |
| 第10話                                                         | 12月13日       | 名探偵登場                            | 三橋弘也 矢木明 篠崎敏江                                                       | 戸田山雅司                  | 長谷部安春 | 16.0%  | [ 125 ] |
| 第11話                                                         | 2007年1月1日   | バベルの塔〜史上最悪のカウントダウン! | 富永洋介 梶宗一郎 辰巳楓 辰巳はるか 和久井拓郎 五十嵐哲雄 五十嵐祥子 日野 磯部 | 古沢良太                    | 和泉聖治   | 13.8%  | [ 126 ] |
| 第12話                                                         | 1月10日        | 狼の行方                              | 増田雄一 大塚亮司 神崎哲哉 堀川美紀                                            | 吉本聡子 （協力：岩下悠子） | 長谷部安春 | 17.9%  | [ 127 ] |
| 第13話                                                         | 1月17日        | Wの悲喜劇                             | 大丸欣司 大丸麗子                                                              | 輿水泰弘                    | 近藤俊明   | 18.1%  | [ 128 ] |
| 第14話                                                         | 1月24日        | 貢ぐ女                                | 八島景子 稲盛絵美子 多岐川洋介                                                 | 岩下悠子                    | 長谷部安春 | 16.8%  | [ 129 ] |
| 第15話                                                         | 1月31日        | 裏切者                                | 秋川久美子 岩崎健吾 北村武                                                     | 櫻井武晴                    | 長谷部安春 | 16.6%  | [ 130 ] |
| 第16話                                                         | 2月7日         | イエスタデイ                          | 木下昭夫 狭間肇 川本康江 宇田川直人 国分信也                                   | 古沢良太                    | 和泉聖治   | 15.7%  | [ 131 ] |
| 第17話                                                         | 2月14日        | 女王の宮殿                            | 一条モナミ 行長タケル 服部照秋 和田寛夫 行長武彦 山本                          | 戸田山雅司                  | 和泉聖治   | 17.1%  | [ 132 ] |
| 第18話                                                         | 2月28日        | 殺人の資格                            | ヒロコ 芝木倫明 田ノ上義紀 伊庭剛憲 田ノ上啓                                   | 戸田山雅司                  | 橋本一     | 17.0%  | [ 133 ] |
| 第19話                                                         | 3月7日         | 殺人シネマ                            | 織原晃一郎 江守義彦 赤井のぶ子 海老名政夫 島加代子                             | 岩下悠子                    | 橋本一     | 15.3%  | [ 134 ] |
| 最終話                                                         | 3月14日        | サザンカの咲く頃                      | 瀬沼優 嶋村雅弘 佐々木勝久 水原塔子 南蒼一朗 岩佐紀之                          | 櫻井武晴                    | 和泉聖治   | 18.6%  | [ 136 ] |
| 平均視聴率 16.1%（視聴率はビデオリサーチ調べ、関東地区・世帯） |                |                                       |                                                                                |                             |            |        |         |

### season6
- 2007年10月24日 - 2008年3月19日、全19話、平均視聴率 15.9%。
- 第1話・最終話は20時から21時54分の1時間54分SP。
- 第4話・第5話は21時30分から22時24分の放送。
- 第10話は『開局50周年記念』として火曜21時から23時30分の2時間半SP。

| 話数                                                            | 放送日         | サブタイトル                | あらすじ 登場ゲスト | 脚本                      | 監督       | 視聴率 | 脚注    |
| --------------------------------------------------------------- | -------------- | --------------------------- | --- | ------------------------- | ---------- | ------ | ------- |
| 第1話                                                           | 2007年10月24日 | 複眼の法廷                  | 速水 塚原功 三雲法男 赤川良平 森静香 田部井祐子 倉品翔子 有働正 辰巳隆一郎                                                  | 櫻井武晴                  | 和泉聖治   | 15.9%  | [ 137 ] |
| 第2話                                                           | 10月31日       | 陣川警部補の災難            | 瀬口信大 紫藤咲江 | 戸田山雅司                | 森本浩史   | 15.1%  | [ 138 ] |
| 第3話                                                           | 11月7日        | 蟷螂たちの幸福              | 蓬城静流 田橋不二夫 | 戸田山雅司                | 和泉聖治   | 16.0%  | [ 139 ] |
| 第4話                                                           | 11月14日       | TAXI                        | 八嶋淳 丸田和之 藤沢美紀 | 西村康昭                  | 森本浩史   | 14.2%  | [ 140 ] |
| 第5話                                                           | 11月21日       | 裸婦は語る                  | 立花隆平 吉﨑妙子 立花光恵 梅野正美                                                                                         | 吉本昌弘                  | 和泉聖治   | 14.2%  | [ 141 ] |
| 第6話                                                           | 11月28日       | この胸の高鳴りを            | 丹野翔平 三原研治 笠井夏生 福地大二郎 添島可奈子                                                                            | 入江信吾                  | 森本浩史   | 14.6%  | [ 142 ] |
| 第7話                                                           | 12月5日        | 空中の楼閣                  | 勝村繁彦 庄司タケル 日高正吾 安藤芳樹                                                                                       | 岩下悠子                  | 森本浩史   | 12.5%  | [ 143 ] |
| 第8話                                                           | 12月12日       | 正義の翼                    | 大内貴明 脇田勝彦 南れい子                                                                                                  | 岩下悠子                  | 長谷部安春 | 16.8%  | [ 144 ] |
| 第9話                                                           | 12月19日       | 編集された殺人              | 三島陽子 椿友章 堀添博 武藤かおり 鍋島司                                                                                    | 櫻井武晴                  | 長谷部安春 | 17.5%  | [ 145 ] |
| 第10話                                                          | 2008年1月1日   | 寝台特急カシオペア殺人事件! | 新井田政彦 塚原一 根元尚吾 堂上公江 三樹ライナ 折原国子 安藤礼治 安藤仁奈子 安藤博貴 増田悦郎 羽鳥亮矢 津島悟 藤井 仲瀬親洋 | 戸田山雅司                | 和泉聖治   | 16.9%  | [ 146 ] |
| 第11話                                                          | 1月16日        | ついている女                | 吉井春麗 石田 戸崎美佐 周文健 向島茂                                                                                        | 古沢良太                  | 和泉聖治   | 17.7%  | [ 147 ] |
| 第12話                                                          | 1月23日        | 狙われた女                  | 吉井春麗 向島茂 戸崎美佐 石田                                                                                               | 古沢良太                  | 和泉聖治   | 15.9%  | [ 148 ] |
| 第13話                                                          | 1月30日        | マリリンを探せ              | ヒロコ 福光公次 稲垣智也 沖田一俊 諏訪山睦男                                                                                | 岩下悠子                  | 近藤俊明   | 15.1%  | [ 149 ] |
| 第14話                                                          | 2月6日         | 琥珀色の殺人                | 勝谷誠 三好倫太郎 英道明 | 櫻井武晴                  | 長谷部安春 | 15.9%  | [ 150 ] |
| 第15話                                                          | 2月13日        | 20世紀からの復讐            | 佐藤和彦 佐藤美登里 坂崎由紀雄                                                                                              | 吉本昌弘 （協力：高橋亨） | 長谷部安春 | 18.3%  | [ 151 ] |
| 第16話                                                          | 2月20日        | 悪女の証明                  | 草葉成彦 山浦幹治 加東倫恵                                                                                                  | 戸田山雅司                | 和泉聖治   | 14.7%  | [ 152 ] |
| 第17話                                                          | 3月5日         | 新・Wの悲喜劇               | 白鳥寿々美 白鳥晋三 | 輿水泰弘                  | 近藤俊明   | 16.9%  | [ 153 ] |
| 第18話                                                          | 3月12日        | 白い声                      | 中津留順子 中津留健吾 熊沢武明 三田村真司                                                                                   | 岩下悠子                  | 長谷部安春 | 15.7%  | [ 154 ] |
| 最終話                                                          | 3月19日        | 黙示録                      | 錦貴文 茂手木進 三雲法男 黒木勝 橘ゆり江 緑川達明 錦文忠 飯田正志                                                           | 櫻井武晴                  | 和泉聖治   | 17.8%  | [ 155 ] |
| 平均視聴率 16.02%（視聴率はビデオリサーチ調べ、関東地区・世帯） |                |                             | |                           |            |        |         |

### season7
- 2008年10月22日 - 2009年3月18日、全19話、平均視聴率 18.1%。
- タイトルロゴは『相棒 Season7』。このシーズンより、タイトルロゴに加えシーズンのナンバリングが表示されるようになり、以後のシーズンでもロゴのデザインを変えつつこの体裁を継承している。
- 第1話・最終話は20時から21時54分の1時間54分SP。
- 第3話・第14話は21時30分から22時24分の放送。
- 第10話は『テレビ朝日開局50周年記念番組』として木曜21時から23時30分の2時間半SP。
- season4以降オープニングテーマは同じアレンジで固定されていたが、このシーズンより異なるアレンジを加えた楽曲が使用されている。このシーズン以降、オープニングでの主演キャストのクレジット表記が廃止。
- このシーズンのみ、オープニング映像に右京やその相棒が登場しない。
- season21初回放送前日の2022年10月11日の20時から21時54分に「新章突入SP」として第8話と第9話が再放送された[156]。

| 話数                                                           | 放送日         | サブタイトル                          | あらすじ 登場ゲスト                               | 脚本               | 監督       | 視聴率 | 脚注    |
| -------------------------------------------------------------- | -------------- | ------------------------------------- | ------------------------------------------------- | ------------------ | ---------- | ------ | ------- |
| 第1話                                                          | 2008年10月22日 | 還流〜密室の昏迷                      | 兼高公一                                          | 輿水泰弘           | 和泉聖治   | 17.9%  | [ 158 ] |
| 第2話                                                          | 10月29日       | 還流〜悪意の不在                      | 兼高公一 小笠原雅之 田坂晋一                      | 輿水泰弘           | 和泉聖治   | 19.7%  | [ 159 ] |
| 第3話                                                          | 11月5日        | 沈黙のカナリア                        | 後藤新次 中村忠是 松岡京介                        | 徳永富彦           | 東伸児     | 15.0%  | [ 160 ] |
| 第4話                                                          | 11月12日       | 隣室の女                              | 横山慶子 細川洋子                                 | 岩下悠子           | 長谷部安春 | 20.7%  | [ 161 ] |
| 第5話                                                          | 11月19日       | 顔のない女神                          | 西田春香 佐久間 伊沢ローラ                        | 渡辺雄介           | 近藤俊明   | 17.3%  | [ 162 ] |
| 第6話                                                          | 11月26日       | 希望の終盤                            | 西片幸男 大野木亮 畑一樹                          | 櫻井武晴           | 長谷部安春 | 15.7%  | [ 163 ] |
| 第7話                                                          | 12月3日        | 最後の砦                              | 辻正巳 野村修司 下柳努                            | 櫻井武晴           | 近藤俊明   | 15.1%  | [ 164 ] |
| 第8話                                                          | 12月10日       | レベル4〜前篇                         | 長峰千沙子 小菅彬                                 | 輿水泰弘           | 和泉聖治   | 17.4%  | [ 165 ] |
| 第9話                                                          | 12月17日       | レベル4〜後篇・薫最後の事件           | 小菅彬 長峰千沙子                                 | 輿水泰弘           | 和泉聖治   | 19.6%  | [ 166 ] |
| 第10話                                                         | 2009年1月1日   | ノアの方舟〜聖夜の大停電は殺人招待状! | 姉川聖子 瀬田宗明 瀬田和哉                        | 徳永富彦           | 和泉聖治   | 17.4%  | [ 167 ] |
| 第11話                                                         | 1月14日        | 越境捜査                              | 藤堂俊作 早川仁志                                 | ハセベバクシンオー | 橋本一     | 20.5%  | [ 168 ] |
| 第12話                                                         | 1月21日        | 逃亡者                                | 左勇馬 志茂川真 マルコ・イノウエ エリ・コバヤシ   | 櫻井武晴           | 橋本一     | 18.8%  | [ 169 ] |
| 第13話                                                         | 1月28日        | 超能力少年                            | 縄手拓海 縄手順子                                 | 櫻井武晴           | 近藤俊明   | 20.2%  | [ 170 ] |
| 第14話                                                         | 2月11日        | 男装の麗人                            | 荊城紫雨 淀わたる 矢橋 富岡史恵                   | 佐伯俊道           | 近藤俊明   | 16.1%  | [ 171 ] |
| 第15話                                                         | 2月18日        | 密愛                                  | 宇佐美悦子 榊敏郎                                 | 古沢良太           | 和泉聖治   | 17.3%  | [ 172 ] |
| 第16話                                                         | 2月25日        | 髪を切られた女                        | 三村奈津子 川島敏夫                               | 徳永富彦           | 東伸児     | 17.9%  | [ 173 ] |
| 第17話                                                         | 3月4日         | 天才たちの最期                        | 柘植瑛子 安原慎一 城戸幸四郎 五十嵐孝介 堀江恵一  | 波多野都           | 和泉聖治   | 16.9%  | [ 174 ] |
| 第18話                                                         | 3月11日        | 悪意の行方                            | 伊藤真央 久保田優子                               | 櫻井武晴           | 東伸児     | 21.7%  | [ 176 ] |
| 最終話                                                         | 3月18日        | 特命                                  | 小池源一 小池晋平 法春 山口直弓 小池福助 山口毅一 | 輿水泰弘           | 和泉聖治   | 19.5%  | [ 178 ] |
| 平均視聴率 18.1%（視聴率はビデオリサーチ調べ、関東地区・世帯） |                |                                       |                                                   |                    |            |        |         |

以下、当記事管轄範囲の登場回のみ記載。

## 主な登場人物
- 杉下右京 - 水谷豊
- 亀山薫 - 寺脇康文（S7-9まで登場）
- 奥寺美和子 (S4-21〈終〉まで) → 亀山美和子 (S5-1から) - 鈴木砂羽（S7-9まで登場）
- 宮部たまき - 高樹沙耶
- 内村完爾 - 片桐竜次
- 中園照生 - 小野了
- 伊丹憲一 - 川原和久
- 大木長十郎 - 志水正義
- 小松真琴 - 久保田龍吉
- 三浦信輔 - 大谷亮介（PS-2より登場）
- 芹沢慶二 - 山中崇史（S2-4より登場）
- 米沢守 - 六角精児（PS-2より登場）
- 角田六郎 - 山西惇（PS-2より登場）
- 大河内春樹 - 神保悟志（S2-1、2、12、18 / S3-2、4、11、13 / S4-13、17 / S5-11、15、20〈終〉 / S6-1、10、12 / S7-1、2、7、10に登場）
- 小野田公顕 - 岸部一徳（S1-1より登場）
- 陣川公平 - 原田龍二（S3-6 / S6-2 / S7-18に登場）

## 主な登場人物関連ゲスト
後の主な登場人物
- 神戸尊 - 及川光博（S7-19〈終〉）
- 月本幸子 - 鈴木杏樹（S4-19 / S6-11、12）

特命係配属者
- 石嶺小五郎 - 森本レオ（S1-11、12〈終〉）
- 萩原壮太 - 内藤剛志（S1-12〈終〉）
- 姉川聖子 - 田畑智子（S7-10）

主な登場人物の親族
- けんたろう - 向山大夢（S1-5）
- アキコ・マンセル - 草村礼子（S1-7）
- 亀山正枝 - 深浦加奈子（S3-8）
- 杉下花 - 原沙知絵（S4-16）
- 磯村茜 - 戸田恵子（S4-21〈終〉）

## 複数回登場のゲスト

### 複数回登場（警視庁）
本庁総務部
- 山岸 - 吉田朝（S2-18 / S3-13）

本庁刑事部
- 梅沢 - 奥田達士（S1-9 / S2-14）
- 田嶋栄一郎 - 坂田雅彦（S2-17 / S3-8、12）
- 吉岡琢磨 - 坂田雅彦（S6-8、15）

本庁警備部
- 日野 - 寺島進（S5-11）
- 原武清文 - 山田明郷（S6-1）

所轄
- 佐古秀樹 - 山崎一（S1-4 / S4-4、5）
- 海音寺菊生 - 竹中直人（S3-1、2、4、5）

### 複数回登場（三権）
政治家
- 片山雛子 - 木村佳乃（S3-1、2、3 / S6-16）
- 朱雀武比古 - 本田博太郎（S3-1、2、3）

警察庁
- 佐藤静夫 - なかみつせいじ（S7-19〈終〉）
- 鈴木 - 影山英俊（S7-19〈終〉）
- 横田 - 福田信昭（S7-19〈終〉）

法務省
- 常盤克信 - 伏見哲夫（S6-1、19〈終〉）

検察庁
- 浅倉禄郎 - 生瀬勝久（PS2 / S1-5 / S2-1、2、10、21〈終〉 / S3-18）（幼少期：下城正義〈PS2〉 / 少年期：関口龍之輔〈PS2〉）

その他官公庁
- 北条晴臣 - 長門裕之（S1-12〈終〉 / S4-1）
- 斎藤英彦 - 黒沼弘己（S2-1、2、21〈終〉）
- 三雲法男 - 石橋凌（S6-1、19〈終〉）

弁護士
- 武藤かおり - 松下由樹（S1-8 / S2-1、2、21〈終〉 / S6-9）
- 瀬田宗明 - 渡哲也（S7-10）

### 複数回登場（企業）
報道関係者
- 照山 - 石橋祐（S3-1、2）
- 鹿手袋啓介 - 西村雅彦（S3-1、2、3、19〈終〉）
- 大久保康雄 - 阿南健治（S3-11、13 / S5-18、20 / S6-1）
- 照本 - 石橋祐（S6-16）

### 複数回登場（反社）
暴力団関係者
- 向島茂 - 正城慎太郎（S4-19 / S6-11、12）
- 田村秀明 - 児玉貴志（S4-19 / S6-11、12）

指名手配犯
- 阿部貴三郎 - 武野功雄（PS1 / S3-13）

その他反社会勢力
- 田端甲子男 - 泉谷しげる（S1-1 / S2-21〈終〉）

### 複数回登場（その他）
芸能関係者
- 倉本雄一（橘亭青楽） - 小宮孝泰（S1-3）
- 倉本（萩野）美奈子 - 大西結花（S1-3）

医療関係者
- 内田美咲 - 奥貫薫（S4-4、5 / S5-5）
- 安斉直太郎 - 高橋一生（S4-4、5 / S5-5）

その他自営業者
- ヒロコ - 深沢敦（S1-3、6 / S2-20 / S3-17 / S5-18 / S6-13）
- 三好倫太郎 - 蟹江敬三（S1-7 / S6-14）
- 矢木明 - 高橋克実（S5-10）

その他
- 若杉栄一 - マギー（S2-7、15、16 / S3-16）
- 吉田一郎 - 松尾貴史（S2-13）
- 蓮妙 - 高橋惠子（S3-19〈終〉）
- 遠山ちず - 前沢保美（S4-2）
- 磯部 - 梨本謙次郎（S5-11、20〈終〉）
- クミ - 藤崎卓也（S5-18）
- リサ - はるな愛（S6-13）
- 江波和江 - 山本道子（S7-11）

## 単発ゲスト
pre season / 特別編 / season1 / season2 / season3 / season4 / season5 / season6 / season7

### pre season（2000年 - 2001年）
第1話 刑事が警官を殺した?
- 金子（警視庁捜査一課 係長・警部） - 勝部演之
- 早川純弥（バー「REFRAIN」マスター） - 甲本雅裕
- 小泉綾子（松原の恋人） - 中村綾
- 松原俊輔（警視庁東荻窪警察署新井北交番 巡査） - 近童弐吉
- 室谷（特殊班捜査1係 警部補） - 大谷亮介（S23-11〈回想〉）
- 斉藤（警視庁捜査一課 刑事） - 大樹
- 米沢（監察医） - 六角精児
- 広沢（警視庁記者クラブの記者） - 広沢好輝
- 北村（警視庁 刑事） - 曽田優

第2話 恐怖の切り裂き魔連続殺人!
- 今宮典子（女子高生・通称「テンコ」） - 仲根かすみ
- 菅原謙次（覚醒剤の売人） - 山口剛
- 佐伯隆弘（中野区立栄小学校 教諭） - 康喜弼
- 箕浦喜久子（菅原の愛人） - 奏谷ひろみ
- 中村江美子（平成の切り裂きジャック事件の5人目の犠牲者・丸坂デパート 店員） - 秋山恭子
- 市村麻衣子（東京地検 検察事務次官） - 渡辺典子
- コジマ（「レディースファッション コジマ」店主の母） - 戸川暁子
- コジマ（洋服店「レディースファッション コジマ」店主） - 田村三郎
- 本間絵美（浅倉の婚約者） - 大橋莉紗
- 浅倉（浅倉の母親） - 吉原夕子

第3話 大学病院助教授、墜落殺人事件!
- 山田英雄（警視庁捜査一課強行犯7係 係長） - 片岡弘貴
- 鴻野麻奈美（帝国医科大学附属病院第一外科医局 医師） - 伊藤裕子
- 佐野昌平（帝国医科大学附属病院第一外科医局 医師） - 東根作寿英
- 大谷房子（帝国医科大学附属病院第一外科医局 婦長） - 銀粉蝶
- 太宰謙介（帝国医科大学附属病院第一外科 助教授） - 中原丈雄
- 井上（警視庁府中南警察署 刑事） - 田中龍
- 柴田康裕（帝国医科大学附属病院第一外科医局 医師） - 新納敏正
- 今井貞一（帝国医科大学附属病院第一外科 助教授） - 中丸新将
- 渡辺ちえ（入院患者） - 永井杏
- 山口（医師） - 井元工治
- 中島（肝がんの末期患者） - 金子之男

### 特別編（2008年）
再放送部分は上のpre seasonの登場人物と同じなので、ここでは新撮部分の登場人物のみ記載する。
第1話 劇場版公開記念スペシャル「名コンビ誕生篇」
- 小菅彬（国立微生物研究所 研究員） - 袴田吉彦

第3話 映画大ヒット御礼スペシャル「相棒3〜いま明かされる7年目の真実!」
- 鴻野麻奈美（帝国医科大学附属病院第一外科医局 医師） - 伊藤裕子
- 渡辺ちえ（入院患者） - 永井杏

### season1（2002年）
第1話 警視総監室にダイナマイト男が乱入! 刑事が人質に!? 犯罪の影に女あり…
- 岩崎麗子（帝陽物産総務部秘書課 秘書室次長） - 純名りさ
- 三木英輔（帝陽物産総務部秘書課 秘書室長） - 矢島健一
- 篠塚敬一（帝陽物産資料室 社員・三木の同期） - 中村育二
- 平沼惣一郎（帝陽物産 社長） - 浜田晃
- 榊原巌夫（衆議院議員） - 波多江清
- 仲宗根（帝陽物産 取締役） - 小寺大介
- 木村（帝陽物産総務部 社員） - 千葉誠樹
- 佐々木（帝陽物産 受付） - 大津弥生

第2話 教授夫人とその愛人
- 神林寿一朗（修明館大学 教授・国家公安委員） - 山本圭
- 神林淳子（寿一朗の妻） - 洞口依子
- 猪口達也（行方不明） - 林京介
- 松井真由美（寿一朗の愛人） - 永井めぐみ

第3話 秘密の元アイドル妻
- 丸山浩（関東貴船組系売人） - 出光秀一郎
- 加賀山友二（関東貴船組系売人） - 桐生康詩
- 陳風偉（陳グループ系売人） - 立花政治
- 江豊夏（陳グループ系売人） - 田崎敏路
- 瞳ナナ（マジシャン） - 瞳ナナ

第4話 下着泥棒と生きていた死体
- 織田國男（警視庁滝沢警察署 署長） - 井田國彦
- 二木達郎（下着ドロ） - 有薗芳記
- 柳文治（警視庁滝沢警察署 副署長） - 有福正志
- 上田（警視庁滝沢警察署刑事課盗犯係 巡査部長） - 谷村好一
- 笠松（警視庁滝沢警察署刑事課盗犯係 巡査） - 恩田括
- 赤井（赤井の妻） - 村野友美
- 渡涼子（母親が下着ドロの被害者） - 石川素子
- 赤井勇作（泥酔者） - 鐘築建二
- 冨田和実（下着ドロの被害者） - 佐藤智美
- 鶴岡恵子（下着ドロの被害者） - 太田美恵

第5話 目撃者
- 前原恭子（世田谷区立栄第三小学校 教諭） - 美保純
- 手塚守（前原のクラスの児童） - 染谷将太
- 佐々木文宏（ボーガンの持ち主・通称「ろくでなし」） - 川口真五
- 平良荘八（世田谷区立栄第三小学校 教諭） - 岡部務

第6話 死んだ詐欺師と女美術館長の指紋
- 菊本アヤ（秋山緑風記念美術館 館長） - 根岸季衣
- 土田雅夫（情報屋） - モロ師岡
- 柿崎（MMフィナンシャル 融資課長） - 田邉年秋
- 太田（警視庁捜査二課 刑事） - 中根徹
- 国松（秋山緑風記念美術館 学芸員） - 尾道凛
- 健太（土田の息子） - 齋藤裕磨

第7話 殺しのカクテル
- 倉沢正（倉沢チェーン 社長） - 和田周

第8話 仮面の告白
- 黒岩繁（通り魔） - 長谷川朝晴
- 宮城義之（東京地検検察官） - 松山鷹志
- ミカ（通り魔事件の被害者） - 三鴨絵里子
- 吉岡邦夫（裁判長） - 加藤四朗

第9話 人間消失
- 桐野リサ（英会話講師） - 山本未來
- 森島つよし（タツミ開発 総務部長・右京の大学時代の後輩・東京大学卒業） - 篠井英介
- 北村潤一郎（タツミ開発 常務取締役） - 佐々木勝彦
- 長岡（警視庁捜査三課盗犯担当） - 工藤俊作
- 佐々木（タツミ開発経理部資金課 課長） - 武発史郎
- ルディ桐野（リサの父） - 時田乃武
- 小池幸子（タツミ開発総務部社内アナウンス係） - 山下広恵

第10話 最後の灯り
- 猪野大（共映東京撮影所の電飾係） - 山谷初男
- 仲瀬古永次（映画監督） - 鈴木瑞穂
- 須磨玲子（共映東京撮影所のスクリプター） - 銀粉蝶
- 佐竹信（共映東京撮影所のスタッフ） - 福本伸一
- 吉野（共映東京撮影所のチーフ助監督） - 吉田祐健
- 今村（共映東京撮影所のスタッフ） - 田村三郎

第11話 右京撃たれる〜特命係15年目の真実
最終話 午後9時30分の復讐 特命係、最後の事件
- 木村紳一郎（吊り橋から転落死・15年前の外務省条約局条約課長・15年前の籠城事件の人質） - 影山英俊
- 山本俊彦（堤防から転落死・15年前の外務省大臣官房秘書官・籠城事件の人質） - 遠藤たつお
- 田口猛（会社役員・階段から転落死・15年前の外務省北米局員・籠城事件の人質） - 高尾一生
- 越水（小野田公顕のSP） - 石橋祐（第11話のみ）
- 桜井（小野田公顕のSP） - 金井茂（第11話のみ）
- 野々村（消防庁） - 北村隆幸（第11話のみ）
- 川端蘭子（北条邸の住人・柳田の娘） - 池脇千鶴（幼少期：永嶌花音）（最終話のみ）
- 鈴原慶介（高級レストランのオーナーシェフ・15年前は公邸料理人で籠城事件の人質） - 川島宏知（最終話のみ）
- 柳田幹夫（外務省中近東アフリカ局員・15年前の籠城事件の人質・発砲で死亡していた） - 高田裕司（最終話のみ）
- 長沢（15年前の籠城犯） - 長沢一樹
- 小林（15年前の籠城犯） - 江藤大我
- 川端房子（蘭子の母・故人） - 市川貴代花

### season2（2003年 - 2004年）
第1話 ロンドンからの帰還〜ベラドンナの赤い罠
第2話 特命係復活
- 小暮ひとみ（東亜薬科大学 大学院生） - 須藤理彩（少女期：木俣聖名子〈第2話のみ〉）
- 小暮慶介（ひとみの父） - 清水綋治
- 中野（警視庁監察係） - 斎藤あきら
- 前田（警視庁監察係） - 家根本渉
- 真鍋純一郎（トラスト国際交易 専務） - 岩尾拓志（第1話のみ）
- 小暮恵子（ひとみの母・平成7年クモ膜下出血で死亡） - 高橋睦美（第2話のみ）

第3話 殺人晩餐会
- 藤間ゆり子（生け花「黛流」師範） - 山口美也子
- 大曲幸吉（建築会社勤務） - 渡辺哲
- 滝沢恵美（生け花「黛流」師範） - 西尾まり
- 榎並昭夫（「オーベルジュ・ド・コーズカ」ギャルソン） - 二瓶鮫一
- 庚塚英明（「オーベルジュ・ド・コーズカ」シェフ） - 大高洋夫
- 沼功（生け花「黛流」事務長） - 西田健

第4話 消える銃弾
- 苫篠武（苫篠機械 経営者・元過激派） - 下條アトム
- 青山晴美（弁当屋の娘） - 氏家恵
- 十和田秀志（十和田ヒデシ建築デザイン事務所 社長） - 石山律雄
- 十和田ケイコ（秀志の娘） - 高木りな
- 苫篠孝一（建築デザイナー・武の息子） - 渡部遼介
- 青山（「お惣菜 お弁当の青山」店主・晴美の父） - 森富士夫
- 有賀透（雑誌記者） - 村上靖尚

第5話 蜘蛛女の恋
- 七森雅美（OL） - 中島ひろ子
- 斎東リカ（雅美の親友） - 加藤貴子
- 斎藤肇（岸田の共同経営者） - 近江谷太朗
- 岸田義邦（K&Sメンタルクリニック 心療内科医） - 日向勉
- 七森日出子（雅美の母） - 岩本多代

第6話 殺してくれとアイツは言った
- 菅原英人（小説家） - 大杉漣
- 菅原珠江（英人の妻） - 結城しのぶ
- 倉貫健太郎（フリーター） - 中村俊太
- 高林安夫（ホームレス） - 新納敏正

第7話 消えた死体
- 阿部由紀子（阿部の妻） - 宮地雅子
- 若杉真子（若杉栄一の妻） - 宮澤美保
- 阿部賢（阿部葬祭 2代目社長） - 内野智
- 八木厚子（八木勇司の妻） - 阿部朋子
- 多治見治（「090金融」社長） - 若松武史
- 八木勇司（八木厚子の夫） - 吉田浩二
- 八木（八木夫妻の息子） - 藤村耕平

第8話 命の値段
- 神田喜一（神田グループ 会長・婿養子で旧姓「上谷」） - 中原丈雄
- 辻真理子（Bar真理子の女主人） - 麻丘めぐみ
- 久保田正（保険会社「ユニオン海上火災」示談係） - 吉満涼太
- 柳瀬和久（久保田の上司） - 国枝量平
- 神田礼子（神田の妻） - 五十嵐五十鈴
- 神田陽一郎（神田と礼子の息子・先日事故死） - 村内貞介
- 辻篤志（神田と真理子の息子・先日事故死） - 村内貞介（二役）

第9話 少年と金貨
- 松金彰子（あすか銀行付属貨幣博物館 館長） - 田島令子
- 小田島和也（失業者） - 入江雅人
- 田淵俊夫（田淵商会 店主・本名「宇崎」） - 岡崎二朗
- 西肇（警視庁捜査二課 刑事） - 六角慎司
- 小田島雅彦（和也の妻の連れ子） - 須賀健太
- 倉野善次郎（コインコレクター） - 大木史朗
- 松金（彰子の息子） - 関つばさ

第10話 殺意あり
- 小林亘（武蔵野青木外科医院 外科医） - 坂上忍
- 岡本恭子（武蔵野青木外科医院 事務員・小林の妹） - 林美穂
- 青木征十郎（資産家・周作の父） - 梅野泰靖
- 山口（武蔵野青木外科医院 入院患者） - 安田洋子
- 青木周作（武蔵野青木外科医院 院長） - 鶴見辰吾

第11話 秘書がやりました
- 蜷川るみ子（輝正の妻） - 今陽子
- 吉池昌夫（輝正の政策秘書） - 菅原大吉
- 風間ひさし（輝正の秘書） - 木下政治
- 蜷川輝正（衆議院議員） - 十貫寺梅軒
- 蜷川輝明（輝正の第一秘書・輝正とるみ子の息子） - 久松信美
- 香川晃代（ホステス） - 山崎えり
- 三峰涼子（輝正の第二秘書） - 室井滋

第12話 クイズ王
- 村瀬真奈美（東京大学大学院 助手・英明進学塾 講師・隆俊の元恋人・東京大学卒業） - 喜多嶋舞
- 佐々木隆俊（新進気鋭のデザイナー） - 大石継太
- 佐々木佳枝（隆俊の妻） - 奏谷ひろみ
- 薄井（番組プロデューサー） - 藤崎卓也
- 河野治雄（クイズ挑戦者） - 川末敦

第13話 神隠し
- 大森郁夫（瑠奈の父） - 水上竜士
- 大森早苗（瑠奈の母） - 及森玲子
- 大森瑠奈（小学生） - 久保結季
- 長谷川均（桜河教会の神父） - 細川俊之

第14話 氷女
- 山中貴和子（明邦工科大学LNG研究室 研究員・益田の妻） - 木村多江
- 宇野レナ（富士富商事 社員） - 川合千春
- 池永よしみ（スマイルストアー目黒支店 副店長・池永の妻） - 吉利治美
- 池永秋男（富士富商事 社員） - 山崎進哉
- 来栖（水産加工会社社長） - 青山勝
- 種本（窃盗犯） - 村木仁
- 益田啓三（富士富商事 元社員・4年前凍死） - 有働正文

第15話 雪原の殺意
第16話 白い罠
- 本宮沙雪（北進大学 中退者・恒夫とみどりの娘） - 前田愛（幼少期：木俣聖名子〈第15話のみ〉）
- 沖真二（北進大学文学部 4年生・太郎の次男） - 内田朝陽
- 本宮みどり（御食事処「みどり」店主・恒夫の妻） - 一柳みる
- 本宮恒夫（建築会社社長・一昨年殺人罪で死刑執行） - 坂元貞美
- 工藤伊佐夫（元東京拘置所 刑務官） - 小野武彦
- 美濃部耕筰（北海道警察道南警察署生活安全課 刑事） - 河原さぶ（第15話のみ）
- 北川渉（北海道警察道南警察署生活安全課 刑事） - 浜田学（第15話のみ）
- 加茂内敏樹（ホスト） - 日比野玲（第15話のみ）
- 津村太郎（ツムラ工業 社長・10年前射殺） - 椎名泰三（第15話のみ）
- 津村真一（太郎の長男・10年前射殺） - 岡田謙一郎（第15話のみ）

第17話 同時多発誘拐〜消えた16人の子供達
- 望月ちとせ（児童養護施設「のぞみの家」学園長） - 高田聖子
- 望月則彦（児童養護施設「のぞみの家」副園長・ちとせの夫） - 小市慢太郎
- 船村エリ（ゆずるの母） - 松本圭未
- 小早川剛（警視庁 副総監） - 小林勝也
- 船村音也（南急百貨店 副社長・ゆずるの父） - 長戸勝彦
- 牧原トオル（南急バス「甲府行」高速バス運転手・フレンド幼稚園 送迎バス運転手） - 中嶌聡
- 佐々木（高速バスチケット販売所 従業員） - 初田せつ
- 小山純平（誘拐被害者・小学2年生） - 阿部修也
- 船村ゆずる（誘拐被害者） - 鎌田拓充

第18話 ピルイーター
- 湊哲郎（警視庁警務部人事第一課） - 山中聡
- 湊杏子（哲郎の妻） - 川越美和
- 中村里香（会社員） - 櫻井ゆか
- 阿部（警視庁 警務部長） - 石山雄大
- 村井（警視庁 総務部長） - 五王四郎
- 坂本（警視庁 人事第一課長） - 松本公成

第19話 器物誘拐
- 桐本達彦（中央綜合法律事務所 弁護士） - 小木茂光
- 桐本雅江（達彦の妻） - 久野真紀子
- 野崎建夫（雅江の元恋人） - 池田政典
- 田川（刑事） - 田口主将
- 若村涼子（達彦の秘書） - 椎名亜衣
- 野崎秋代（建夫の妻・半年前に交通事故死） - 星野光代
- 河村真司（半年前の人身事故の加害者） - 檜尾健太

第20話 二分の一の殺意
- 岡村留奈（ネット通販会社経営） - 吉本多香美
- 岡村留美（留奈の共同経営者・留奈の双子の妹） - 吉本多香美（二役）
- 坪井真治（アーバンカンパニー 社長） - 田付貴彦

最終話 私刑〜生きていた死刑囚と赤いベルの女
- 皆川千登勢（最高検察庁次長検事） - 岸田今日子
- 永井紘子（法務省刑事局 刑事課長） - 国生さゆり
- 中津一義（東京拘置所 刑務主任） - 伊藤洋三郎
- 笠井（東京拘置所 刑務官） - 小須田康人
- 児玉（東京拘置所 刑務官） - 江端英久
- 西村（東京拘置所 刑務官） - 紀伊修平

### season3（2004年 - 2005年）
第1話 双頭の悪魔
第2話 双頭の悪魔II〜堕天使
第3話 双頭の悪魔III〜悪徳の連鎖
- 加賀谷秀之（首相秘書官・警察庁から出向） - 佐戸井けん太
- 沢村久重（首相補佐官） - 春田純一（第1話・第3話のみ）
- 大八木邦生（首相秘書官・外務省から出向） - 清水昭博
- 小松原（片山雛子の秘書） - 中村方隆（S16-13〈回想〉）
- 長嶺（官僚秘書） - 渡辺杉枝
- 香取（首相秘書官） - 井上浩（第1話・第3話のみ）
- 添島（内閣官房室の政務秘書官） - 岡村洋一（第1話・第3話のみ）
- 馬場（首相秘書官） - 岡崎宏（第1話・第3話のみ）
- 石川（九段下病院 看護師） - 辻佑実子（第1話のみ）

第4話 女優〜前編〜
第5話 女優〜後編〜
- 小峰夕月（女優） - 羽田美智子（幼少期：鎗田千裕〈第5話のみ〉）
- 松永慎二郎（夕月のマネージャー） - 岡田浩暉
- 古谷彦六（夕月の夫・脚本家） - 深水三章
- 木佐貫功（警察庁主席監察官） - 陰山泰
- 轟（TVプロデューサー） - みのすけ（第4話のみ）

第6話 第三の男
- 千葉ハル子（居酒屋「えん家」店員） - 遠藤久美子
- 池田宏美（居酒屋「えん家」店員） - 松永香織
- 松浦由里（居酒屋「えん家」店員） - 永田めぐみ
- 尾田ヒロム（マンションオーナーの息子） - 寺十吾
- 福山浩太（ハル子の婚約者） - 相澤一成

第7話 夢を喰う女
- 辻村めぐみ（世田谷区立南図書館 司書） - 高岡早紀
- 清水直久（慶徳商事 元常務） - 浜田晃
- 知念信夫（自首マニア） - 飯田孝男
- 大滝亮（図書館の常連） - 伊藤初雄
- 佐伯要一（世田谷区立南図書館 司書） - 大石継太
- 八尾圭吾（一流企業常務） - 飯塚正臣

第8話 誘拐協奏曲
- 今井進一（通販ワールドネクストライフ 社長） - 尾藤イサオ
- 前田房江（勇一郎の妻） - 深浦加奈子
- 本間実男（同社の専務） - 河西健司
- 井勢谷隆（同社の常務） - 浅野和之
- 野呂啓介（同社の秘書） - 徳井優
- 佐々原妙子（同社の筆頭株主） - 牛尾田恭代
- 前田勇一郎（同社の創業者・7年前失踪） - 渡辺哲

第9話 潜入捜査〜私の彼を探して!
- 葛城貫太郎（ビルの警備員・公安の潜入捜査官） - 温水洋一
- 設楽聡子（ITベンチャー企業「DR@GON」社員） - 吉野きみか
- 森本達也（「DR@GON」社員・公安の潜入捜査官） - 小林高鹿
- 小早川（警視庁 公安部 警部） - 天田暦
- 北潟誠吾（「DR@GON」社長） - 保坂尚輝

第10話 ゴースト〜殺意のワイン
- 沢村映子（女流作家） - 筒井真理子
- 肥田育恵（未明出版 編集者・映子の担当編集者） - 春木みさよ
- 高木勉（未明出版 社長） - 片岡弘貴
- 三原健夫（未明出版 編集者・映子の夫） - 西ノ園達大

第11話 ありふれた殺人〜時効成立後に真犯人自首!?
- 坪井貞一（里子の父） - 上田耕一
- 坪井幸子（貞一の妻・里子の母） - 吉村実子
- 小見山勇司（20年前の女子高生殺害事件の犯人） - 信太昌之
- 鈴木隆（小見山の隣人） - 正名僕蔵
- 港功（警視庁捜査一課強行犯二係 刑事） - 清郷流号
- 藁谷智子（アパート大家） - 熊谷祐子
- 坪井里子（高校生・20年前死亡） - 小林千恵

第12話 予告殺人〜狙われた美人姉妹の謎
- 秋山正則（タクシー運転手） - 榊英雄
- 佐藤愛（女子大生） - 一戸奈未
- 堀明久（犯罪被害者相談員） - 樋口浩二
- 梅原慎次（タクシー運転手） - 坂本大地
- 山本弘己（第2の被害者・会社員） - 山本東
- 田中（久美子の姉） - 平井愛子
- 田中久美子（ターゲットと同姓同名） - 宮内彩花
- 田中久美子（4人目のターゲット） - 木田有香
- 佐藤梨絵（愛の姉・故人） - 小笠原亜里沙

第13話 警官殺し〜銃に残された赤い指紋
- 長谷川修（警視庁木場警察署木場中央交番 巡査長） - 江藤潤
- 十河輝久（警視庁地域部長） - 鶴田忍
- 茶畑幸弘（警視庁木場警察署地域課 地域係長） - 山崎清介
- 白井留美（梅乃の息子の妻） - 長谷部香苗
- 岸直己（目撃者） - 山本大介
- 近藤（記者） - 小谷公一郎
- 白井梅乃（被害者） - 披岸喜美子
- 岡（記者） - 中脇樹人

第14話 薔薇と口紅〜名門殺人学園の美女
- 龍ヶ崎綾子（聖ジュリア女学院 校長・演劇部顧問） - 涼風真世
- 山内久美子（聖ジュリア女学院 演劇部部長） - 水谷妃里
- 江川良治（無職） - 近藤公園
- 野田久雄（江川から借金） - 少路勇介

第15話 殺しのピアノ
- 幸田紀夫（ピアノ調律師） - 吹越満（少年期：谷井優貴）
- 柴耕太郎（ピアニスト） - 京晋佑（少年期：松橋朋潤）
- 岩槻巧（高山ロイヤルホール 支配人） - 大林丈史
- 柴悦子（耕太郎の妻でマネージャー） - 矢代朝子

第16話 人間爆弾
- 塩塚玄（若杉の同僚） - 菅原大吉
- 長橋貴信（「グレイス」部長） - 山崎大輔
- 徳本卓爾（北道開発 社長） - 本城丸裕
- 山路（長橋の部下） - 藤崎卓也
- 臼井ミオ（風俗店店員） - 三鴨絵里子

第17話 書き直す女
- 栗原ななみ（女優） - 高畑淳子
- 武龍一（劇作家） - 中丸新将
- 川島弘基（舞台のプロデューサー） - 市川勇
- 魚住次朗（宝来寿司の配達人） - 江端英久
- 榎木ミカ（付き人） - 宮沢紗恵子

第18話 大統領の陰謀
- 平本昌恵（修治の妻） - 藤吉久美子
- 平本修治（埼玉県田所市長） - 新藤栄作
- 藤巌雄（ホームレス） - 綾田俊樹
- 桜木静香（「クラブ・シレーヌ」経営者） - 七森美江
- 早川（田所グランドホテル 支配人） - 緒口幸信
- 間島謙作（ホームレス） - きたろう

最終話 異形の寺
- 雀蓮（慈妙院の尼僧・本名「飯島俊太郎」） - 高橋由美子（S16-13〈回想〉）（幼少期：三好紗織）
- 飯島佐和子（雀蓮の姉・3年前死亡） - 高橋由美子（幼少期：三好詩織）

### season4（2005年 - 2006年）
第1話 閣下の城
- 郷内繭子（北条の秘書） - 高橋かおり
- 宮添卓也（安岡法律事務所の弁護士） - 田中実
- 郷内嵩人（北条の執事・繭子のいとこ） - 高杉瑞穂
- 安岡喜一郎（安岡法律事務所の代表弁護士） - 唐沢民賢
- 棟居均（安岡法律事務所の弁護士） - ハントケーシ

第2話 殺人講義
- 島田加奈子（成華大学 講師・秀平の助手） - 石橋奈美
- 田辺健太郎（成華大学 大学院生） - 溝呂木賢
- 春日佳恵（秀平の妻） - 日向明子
- 遠山実（遠山ちずの孫） - 三村大史
- 春日秀平（成華大学心理学部 教授） - 石橋蓮司

第3話 黒衣の花嫁
- 津島瑞希（海老原の婚約者） - 遠野凪子
- 信近哲也（海老原のゼミ仲間・市議会議員） - 東根作寿英
- 田村厚（同ゼミ仲間・弁護士） - 坂田聡
- 浅葉ハルミ（海老原の元彼女・Webデザイナー） - 大家由祐子
- 海老原元章（テクノ精機 社長） - 中原裕也
- 古井太一（同ゼミ仲間） - 嶋田豪
- 氏家肇（同ゼミ仲間） - 浅野雅博
- 坂之上浩二（同ゼミ仲間） - 京極圭
- 横山欧彦（同ゼミ仲間） - 佐藤滋
- 小渕（8年前の釣り人） - 角谷栄次

第4話 密やかな連続殺人
第5話 悪魔の囁き
- 村木順子（重雄の妻・経営コンサルタント） - 山下容莉枝
- 日高鮎子（埼玉の被害者・総和商事 社員・修と紀子の娘） - 堤幸恵
- 村木重雄（予備校「明新ゼミナール」元講師） - 小日向文世（S5-5〈回想〉）
- 小野塚秀子（13年前の東京の被害者） - 土井里美（第4話のみ）
- 水橋（デートクラブの経営者） - 新納敏正（第5話のみ）
- ナナ（デートクラブの従業員） - 石井悠葉（第5話のみ）
- 沢田明美（4年前の福岡の被害者） - 大浦理美恵（第5話のみ）

第6話 殺人ヒーター
- 恩田義男（ヨツバ電機 検品課長） - 嶋田久作
- 沖健次郎（同社工場長） - 笹野高史
- 小柳津桐子（同社労働組合組合長） - 辻沢杏子
- 浅野仁志（同社労働組合の役員） - 近藤公園
- 河上茂（同社労働組合の役員） - 大石継太
- 黒川英明（放火犯） - 村杉蝉之介
- 卯月庄一（同社社長） - 峰岸徹

第7話 波紋
- 梶多恵子（近所の独居老婦人） - 絵沢萌子
- 池田俊太郎（双葉大学 学生） - 中村友也
- 新井山宗次（会社員・古谷の隣人） - 能見達也
- 下薗司（警視庁神谷警察署泉川交番 巡査） - 音尾琢真
- 古谷稔（覚醒剤の売人） - 犬飼淳治
- 大家（アパート大家） - 山内勉
- 井上千加（テレビリポーター） - 小森郁子

第8話 監禁
- 進藤ミサエ（ホステス） - 佐藤江梨子（S21-11〈回想〉）
- 新田信彦（新田南不動産 社長） - 酒井敏也
- 新田公彦（元軍人・新田の祖父・一昨年死亡） - 中川謙二
- 座間繁子（新田南不動産 事務員） - 吉本菜穂子
- 千恵（女子中学生） - 碇由貴子
- 落合惣八（帝政大学文学部 元教授） - 梅田宏
- 由佳（女子中学生） - 吉谷彩子

第9話 冤罪
- 室園悦子（室園悦子法律事務所 弁護士） - 一色彩子
- 安城雄二（警視庁緑川警察署 警部補） - 中村育二
- 篠宮ゆかり（殺人を自首） - 青山知可子
- 青木由紀男（ゆかりの内縁の夫） - 平井賢治
- 曽根崎真（東京地検検事） - 鷲生功
- 篠宮彬（ゆかりの兄・20年前拘置所で病死） - 外川貴博
- 金子祐介（20年前の被害者） - 岡けんじ

第10話 殺人生中継
- 八木沼リカ（セントラルテレビのアナウンサー） - 宮地真緒
- 仁科真由美（同局のアナウンス部長） - 竹井みどり
- 綾瀬圭子（リカの先輩アナウンサー） - 東風平千香
- 堀田弘幸（弁当屋「あっつあつ弁当」配達員） - 亀井彰夫
- 神崎（ディレクター） - 西ノ園達大

第11話 汚れある悪戯
- 城崎愛梨（青葉銀行本店総務部） - 葉月里緒奈
- 畑山哲弥（畑山財閥御曹司） - 甲本雅裕
- 森村十三（警視庁捜査一課特殊班捜査係 係長） - 永澤俊矢
- 滝沢（畑山家の家政婦） - 山本道子
- 村松繁雄（検事） - 松山鷹志
- 平林（青葉銀行本店総務部 部長・城崎の上司） - 斉藤洋介
- 畑山富貴子（純一郎の後妻・哲弥の母） - 姿晴香
- 田中（警視庁岡本警察署 幹部） - 渡辺火山
- 畑山純一郎（畑山財閥当主・哲弥の父） - 竜雷太

第12話 緑の殺意
- 久保寺太一（オーガニックレストラン「キュイジーヌ・O」のシェフ） - 小林隆
- 川端敏臣（オーガニックレストラン「キュイジーヌ・O」オーナー・ネイチャーフードコーポレーション 社長） - 菊池隆則
- 伊東麻美（川端の秘書） - 池津祥子
- 倉持隆弘（川端の部下） - 内田健介
- 高木（シェフ） - 妹尾正文
- 菊地（オーナー） - 平田康之
- 野崎春菜（有機野菜の生産者・元アイドル） - 七瀬なつみ

第13話 最後の着信
- 菱沼貞夫（警視庁六本木警察署生活安全課 刑事） - 中西良太
- 白坂由美（脇の恋人） - 黒坂真美
- 脇幸太郎（前歴者） - 桐谷健太
- 鷲頭一郎（薬物仲介人） - 渋川清彦
- 脇（脇の母親） - 明日香まゆ美（声）

第14話 アゲハ蝶
- 小西美紗緒（宮本の助手） - 板谷由夏
- 小松原靖之（明律化学工業 専務） - 河西健司
- 宮本洋一郎（城陽大学鱗翅類研究室 教授） - 並樹史朗
- 染井繁（蝶コレクター） - 飯田基祐
- 野口史明（蝶の落札者・明律化学工業 元社員） - 渡辺憲吉
- 堀内洋造（明律化学工業 社長） - 十貫寺梅軒

第15話 殺人セレブ
- 竹下弥生（セレブ仲間の憧れ） - 野村真美（小学生：杉山りん）
- 五島秀宣（香苗の夫・鉄道マニア） - 遠山俊也
- 五島香苗（セレブ仲間） - 栗田よう子
- 仁科世理子（セレブ仲間） - 舟木幸
- 相馬弘美（セレブ仲間） - 市瀬理都子
- 山路悦子（セレブ仲間） - 中帆登美
- 竹下さつき（弥生の娘） - 木村茜
- マキ（弥生の小学校時代の友達・自殺） - 外島千夏
- 仁科（世理子の長男） - 松本隼輔
- 仁科（世理子の次男） - 渡邉奏人
- ユカ（さつきの友達） - 松元環季

第16話 天才の系譜
- 金田昭一郎（町内会長） - 不破万作
- 二ノ宮純平（植木職人） - 櫻庭博道
- 二ノ宮加代子（純平の妻） - 奈良崎まどか
- 金田たけし（金田の息子・3年前病死） - 田代大悟

第17話 告発の行方
- 赤枝文和（古賀の秘書） - 羽場裕一
- 原松美（創起出版「週刊キリン芸能」編集部員） - 冨樫真
- 古賀由紀男（国土交通大臣） - 石山輝夫
- 堂島丈一（ルポライター） - 長谷川公彦
- 矢部（編集担当） - 松本豊一
- 五味（カメラマン） - 佐藤リョースケ
- 栗又幸治（創起出版「週刊キリン芸能」編集長） - 松重豊

第18話 節約殺人
- 松原宣子（著名な節約主婦） - 伊藤かずえ
- 松原真澄（宣子の夫・無職） - 平良政幸
- 浅田裕久（被害者） - 光宣
- 馬場香織（浅田とツーショットの女性） - 後川佳織
- 篠田（Midoriya出版 編集者） - 岡村洋一
- 棚橋（スーパー「主婦の店アルス」店員） - 永田恵悟

第19話 ついてない女
- 岡部（城代金融 社長） - 黒田眞澄
- 仁藤康（草サッカーチーム「レアル・スギナミ」代表） - 田中護
- 中原秀雄（草サッカーチーム「レアル・スギナミ」メンバー） - 本田誠人

第20話 7人の容疑者
- 曽根ゆり子（プロデューサー） - 大寶智子
- 蕪木惣一（俳優） - 西田健
- 半田茂（守衛・退職間近） - でんでん
- 南早紀（装飾係） - 三輪ひとみ
- 石原隆志（チーフ助監督） - 水上竜士
- 林登（映画会社「共映」製作部長） - 谷本一
- 御子柴健（監督） - 小島康志
- 甲野真（製作担当） - 俵木藤汰
- 都築大輔（元助監督） - 少路勇介

最終話 桜田門内の変
- 韮崎ひばり（警視庁警務部監察係） - 田中美里
- 轟木一郎太（警視庁捜査一課強行犯捜査四係 係長） - 小倉久寛
- 一ツ橋明男（轟木の部下） - 高橋和也
- 鬼藤清六（連続暴行殺人犯） - 藤木孝
- 泰良哲郎（警視庁総務部留置管理課） - 永堀剛敏
- 山田亨（轟木の部下） - 草野康太
- 綿貫甚八（警視庁音楽隊 警部） - 真那胡敬二
- 河野誠吾（轟木の部下） - 藤本浩二
- 安田徹（警視庁 公安部長） - 下元史朗
- 加東公規（警視庁 警備部長） - グラシアス小林
- 坂井孝行（警視庁 警務部長） - 松永英晃
- 竹川英介（警視庁 総務部長） - 金房求
- 栗原（警視庁総務部留置管理課） - 児島功一

### season5（2006年 - 2007年）
第1話 杉下右京 最初の事件
- 御手洗聖子（宗家の秘書） - 奥菜恵（5歳：仲川みきえ）
- 御手洗嘉代（晃一と眞治の母・聖子の祖母・泰彦の妻） - 馬渕晴子
- 御手洗律子（聖子の母・晃一の妻で死別後に眞治と再婚） - 平淑恵
- 御手洗眞治（泰彦と嘉代の次男） - 石田登星
- 御手洗晃一（泰彦と嘉代の長男・聖子の父・22年前刺殺） - 佐藤一平
- 御手洗泰治郎（御手洗家の元当主・泰彦の父・故人） - 高杉哲平
- 里中邦明（ホームレス・御手洗家の元書生） - 横田エイジ
- 岡安敏男（市役所職員・通称「軍曹」） - 山崎画大
- 御手洗泰彦（晃一と眞治の父・聖子の祖父・御手洗家当主） - 神山繁
- 宗家房一郎（自友党政調会長・御手洗家の元書生） - 勝野洋

第2話 スウィートホーム
- 諏訪町子（不動産屋の社員） - 国分佐智子（幼少期：有田斐香）
- 飯塚久美子（カフェ「ARMS」店主） - 夏生ゆうな（幼少期：上永田朱莉）
- 原タカシ（カフェ「ARMS」従業員） - 松嶋亮太
- 佐々木清（糸川興産 元幹部） - 和田周
- 富田俊也（天城殺害の容疑者・カフェ「ARMS」元従業員・去年死亡） - 久保田芳之
- 糸川重一（糸川興産 社長 → 山田工務店 従業員・1年前死亡） - 山田百貴
- 天城真（洋館の前の家主・悪魔崇拝の研究家・去年死亡） - 星野晃
- 由佳（山田工務店 従業員） - 良田麻美

第3話 犯人はスズキ
- 池之端庄一（町内会長） - 高橋長英
- 堂本達也（防犯パトロール員・元警察官） - 斉藤暁
- 井伏勝（井伏豆腐店 店主） - 丸岡奨詞
- 井伏節子（勝の妻） - 前沢保美
- 田宮剛史（茶処たみや 店主） - 田口主将
- 田宮志津江（剛史の妻） - 山本道子
- 白坂英治（区役所職員） - 白石タダシ
- 江島郁夫（自称スズキ・3か月前空き巣で逮捕） - 加島祥全
- 池之端桃代（庄一の娘・小学生・24年前に何者かに殺害） - 清水舞

第4話 せんみつ
- 槇原惣司（空き巣常習犯） - 平田満
- 北尾（警視庁奥多摩警察署 刑事） - 春海四方
- 本脇幸生（平森酒造 元社員） - 川瀬陽太
- 小川（カフェ「アンティーズ」マスター） - 平川和宏
- 田嶋（平森酒造 社員） - 矢柴俊博

第5話 悪魔への復讐殺人
- 末次朝雄（被害者遺族） - 竹本純平
- 堀切真帆（東京中央医療センター 看護師） - 石橋けい
- 牧百合江（被害者遺族） - 志水季里子
- 井上一馬（関東医科大学 鑑定医） - 野口雅弘
- 日高修（被害者遺族・鮎子の父） - 鶴田東
- 日高紀子（被害者遺族・修の妻・鮎子の母） - いまどりえ

第6話 ツキナシ
- 北之口秀一（直木賞作家） - 川崎麻世
- 永田沙織（カメラマン） - 渋谷琴乃
- 宮澤志穂（北之口と同じスポーツジムの会員） - 鈴木希依子
- 宮澤邦彦（一級建築士事務所 経営者・志穂の夫） - 松田ジロウ

第7話 剣聖
- 桂木ふみ（吾妻心聖館の剣士・剣道教室の指導者） - 原千晶
- 吾妻源一郎（吾妻心聖館の館長） - 誠直也
- 関正人（吾妻心聖館の名誉顧問・源一郎の親友） - 亀石征一郎
- 吾妻俊一（源一郎の息子・吾妻心聖館の事務） - 藤間宇宙（幼少期：山内翔平）
- 望月勇（吾妻心聖館の師範代・ハルスポーツ社の部長） - 市川勇

第8話 赤いリボンと刑事
- 高岡義一（警視庁捜査一課 刑事） - 木場勝己
- 高岡ちひろ（高岡の娘・ブティック店員） - 馬渕英俚可
- 石黒喜久雄（石黒ギフト 社長） - 有川博
- 西康介（智世の婚約者・会社員） - 久松信美
- 石黒信也（喜久雄の息子） - 加々美正史
- 長沢苑子（智世の母） - 大原真理子
- 長沢智世（15年前絞殺） - 小出ミカ

第9話 殺人ワインセラー
- 藤巻譲（ワイン評論家・レストラン「ランゲ」経営者） - 佐野史郎
- 安藤久（ワイン評論家） - 立川三貴
- 石場大善（街金「ユースファイナンス」社長） - 柄沢次郎
- 藤巻多津子（譲の妻） - 松浦佐知子
- 高根沢ともみ（石場の秘書） - 岩橋道子
- 関紀子（レストラン「ランゲ」ソムリエール） - 秋山エリサ
- 嶋定好（ワイン評論家） - 松本公成
- 若月（ワイン記者） - 桜岡あつこ
- 谷山（カメラマン） - 佐々木征史

第10話 名探偵登場
- 篠崎敏江（謎の女） - 吉井有子
- 三橋弘也（東都美術大学油絵科 2年） - 河合龍之介
- 正野勇樹（井沢の元恋人） - 阿部亮平
- 井沢美亜（東都美術大学油絵科 1年・三橋の恋人） - 中園友乃
- 山本（東都美術大学油絵科 2年） - 宮澤翔
- チカ（ギャル） - 立花彩野
- 瀬川修三（広域指定暴力団「玄狼会」組長） - 滝川健
- 君原敦美（コンチネンタルミュージックエンタテインメント広告宣伝部 社員） - 櫻井勝

第11話 バベルの塔〜史上最悪のカウントダウン!
- 辰巳楓（私設ボディーガード・元神奈川県警巡査部長） - 大塚寧々
- 和久井拓郎（楓の元夫） - 遠藤章造
- 富永洋介（衆議院議員・楓の婚約者） - 冨家規政
- 五十嵐祥子（ホテルアマゾン 従業員） - 中村綾
- 辰巳はるか（楓と拓郎の娘） - 佐々木麻緒
- 丸山（富永の秘書） - 樋渡真司
- 辻本（大学生・覚醒剤の売人） - 反田孝幸
- 鈴木（ホテルアマゾン 警備員） - 村上連
- 山田（ホテルアマゾン 警備員） - 古宮基成
- 鈴木（ホテルアマゾン 総支配人） - 小倉馨
- 梶宗一郎（赤いカナリア 幹部） - 村澤寿彦
- 梶史子（梶の娘） - 小島あやめ
- 五十嵐哲雄（「梶宗一郎」の名をかたる男・祥子の兄） - 杉本哲太

第12話 狼の行方
- 神崎哲哉（オリンポス商事 社員） - 木下ほうか
- 堀川美紀（神崎の元彼女） - 菊池麻衣子
- 増田雄一（夢が丘団地在住の少年・彩乃の息子） - 三村和敬
- 大塚亮司（夢が丘団地在住の少年・裕子の息子） - 井桁雅貴
- 森脇（近隣住人） - 松田章
- 野口（オリンポス商事 課長・神崎の上司） - 浦山迅
- 増田彩乃（雄一の母） - 中村敦子
- 大塚裕子（亮司の母） - 高橋ちづ
- 大塚（亮司の父） - 内野雅央
- 増田（雄一の父） - 三宅重信

第13話 Wの悲喜劇
- 大丸欣司（「トウヨウ バイオケミカル 総合研究所」研究員・「シティーハウス青山」202号室の入居者・亀山家の隣人） - 野村宏伸
- 大丸麗子（大丸の妻） - 城島あこ（痩せてた頃：阿部栞奈）
- 池谷美由紀（「トウヨウ バイオケミカル 総合研究所」研究員・大丸の助手） - 本橋由香

第14話 貢ぐ女
- 八島景子（アクシスグローバルジャパン マーケティングディレクター） - 藤田朋子
- 多岐川洋介（城代金融 元構成員・八島の愛人） - 飯沼誠司
- 田中（西崎警察署山塚町交番 巡査） - 田中聡元
- 稲盛絵美子（多岐川の元愛人） - 高谷智子
- 伊野部敦司（アクシスグローバルジャパン 経理課長） - ふるごおり雅浩

第15話 裏切者
- 北村武（警視庁池波警察署組織犯罪対策課 課長） - 金田明夫
- 岩崎健吾（警察マニア） - 宮崎吐夢
- 林進（警視庁池波警察署組織犯罪対策課 刑事・北村の部下） - 石井英明
- 秋川久美子（専業主婦） - 奥田由美
- 秋川博（久美子の夫） - 松原正隆
- 秋川美香（博と久美子の娘） - 南雲有紗

第16話 イエスタデイ
- 狭間肇（日凍フーズ 社員） - 林泰文
- 川本康江（日凍フーズ 社員） - 遊井亮子
- 宇田川直人（強盗犯・日凍フーズ 元社員） - 北原雅樹
- 木下昭夫（日凍フーズ 経理） - 渡辺憲吉
- 国分信也（強盗犯・日凍フーズ 元社員） - 関貴昭
- 今井（日凍フーズ 社員） - 野貴葵

第17話 女王の宮殿
- 一条モナミ（「モナミ・アイ・ジェイ」デザイナー兼社長） - 大空眞弓
- 山本（窃盗の常習犯・本名「棟方学」） - 森下哲夫
- 篠田和明（モデル事務所社長） - 佐渡稔
- 佐野芳正（「モナミ・アイ・ジェイ」営業部長） - 井上高志
- 服部照秋（画商） - 下元史朗
- 一条友美（モナミの次女） - 有沢妃呂子
- 行長真美（モナミの長女） - 池田昌子
- 行長武彦（真美の夫） - 長棟嘉道
- 中道信郎（一条家の執事） - 春延朋也
- 服部静江（服部の妻） - 兎本有紀
- 栗村一成（カメラマン） - 細見大輔
- 高浪治央（東京第一銀行 行員） - なかみつせいじ
- 春西勝（一条家のコック） - 山田洋
- 春西瑞子（一条家の家政婦） - かんのひとみ
- 一条愛美（モナミの三女・モデル） - 五十嵐貴子
- 大沢辰也（佐野の部下） - 山本直輝
- 伊藤純一（佐野の部下） - 堀口たかよし
- 庄司仁男（フリーライター） - かなやす慶行
- 行長タケル（武彦と真美の息子） - 中村咲哉
- 野口加奈（モデル） - 鈴木由花
- 和田寛夫（モデル） - 加藤仁志
- 小倉さや（モデル） - 小林菜津子
- 南恵利香（モデル） - 染谷夏子
- 佐藤光子（モデル） - 小野貴子

第18話 殺人の資格
- 芝木倫明（ルポライター・帝都新聞政治部 元記者） - 相島一之
- 田ノ上啓（義紀と悦子の息子） - 辻本祐樹（少年期：加藤瑠惟）
- 伊庭剛憲（警備員・元警視庁捜査二課 係長） - 鶴岡修
- 山藤洋右（風俗ライター） - 土平ドンペイ
- 安田富美代（芝木が住むマンション大家） - 菊地由希子
- 田ノ上義紀（国裕建設 総務部長・10年前自殺） - 国枝量平
- 田ノ上悦子（義紀の妻・去年死亡） - 角南範子
- サキ（モデル） - 佐藤智美

第19話 殺人シネマ
- 島加代子（元女優・本名「神谷祥子」） - 星由里子（若き日：太田美恵）
- 織原晃一郎（映画監督） - 森山周一郎
- 赤井のぶ子（映画館「旭キネマ」清掃員・芸名「青葉絹子」） - 松本留美（若き日：佐藤麻優）
- 江守義彦（映画館「旭キネマ」支配人） - 石井洋祐
- 海老名政夫（スターホームビデオの営業） - 鈴木リョウジ
- 阿久津喜夫（織原の知人） - 藏内秀樹
- 小堀省吾（織原の知人） - 窪田吾朗
- 大池国男（観客） - 梅田宏
- 大池セツ子（観客・国男の妻） - 二宮弘子
- 川岸浩二（銀幕俳優） - 半田周平

最終話 サザンカの咲く頃
- 水原塔子（防衛省情報本部 主任調査官・佐々木の部下） - 横山めぐみ
- 南蒼一朗（法務省公安調査庁調査第一部統括情報課） - 畠中洋
- 江良司（外務省国際情報局 主任分析官） - 大城英司
- 嶋村雅弘（警察庁警備局公安一課 課長） - 宮内敦士
- 瀬沼翔（優の双子の弟・プログラマー） - 山﨑勝之
- 瀬沼優（プログラマー） - 山﨑勝之（二役）
- 佐々木勝久（防衛省幹部・総務部長） - 五王四郎
- 宮下（公安捜査一部部長） - 遠藤たつお
- 寒原アキ（同僚） - 石村みか
- 岡勲（同僚） - 有山尚宏
- 浅尾（巡査） - 嶋田豪
- サキタジロウ（サキタ絞製作所 経営者） - 梁瀬龍洋
- オダシンヤ（東洋航空商事 社員） - 林京介
- カトウユウタ（関東衛星通信局 職員） - 山下征彦
- 岩佐紀之（警察庁長官） - 夏八木勲

### season6（2007年 - 2008年）
第1話 複眼の法廷
- 倉品翔子（裁判員） - 田中美奈子
- 田部井祐子（帝都新聞 記者） - 宝生舞
- 辰巳隆一郎（新宿南警察署組織犯罪対策課 刑事） - 堀部圭亮
- 有働正（新宿南警察署刑事課 刑事） - 松澤一之
- 塚原功（前歴者） - 小沢和義
- 森静香（塚原の恋人） - 有沢妃呂子
- 関貞好（裁判員） - 園田裕久
- 阿久津真（裁判員） - 菅原大吉
- 本村美千代（裁判員） - 和泉ちぬ
- 相馬哲春（裁判員） - 大西耕治
- 田上魁斗（裁判員） - 三浦誠己
- 赤川良平（裁判員） - 藤田宗久
- 牧志乃武（帝都新聞 記者） - 菊池均也
- 佐光一（東京地方裁判所判事） - 筒井巧
- 宇佐美里香（東京地方裁判所判事） - 築山万有美
- 有馬哲夫（警備担当） - 崎山凛

第2話 陣川警部補の災難
- 紫藤咲江（紫藤コンサルティング 社長・ファンドマネージャー） - 高橋ひとみ
- 瀬口信大（大東京印刷校正課 主任） - 阪田マサノブ
- 武川（紫藤コンサルティング 社員） - 高原知秀
- 和代（紫藤コンサルティング 受付係） - 荻野なほ

第3話 蟷螂たちの幸福
- 蓬城静流（人気ミステリー作家・本名「田橋静枝」） - 荻野目慶子
- 田橋不二夫（オフィス蓬城 社長・蓬城静流の夫） - 江藤潤
- 猪野昭文（春陽出版勤務・蓬城静流の担当者） - みのすけ
- 田橋美津代（田橋不二夫の妹） - 元井須美子
- 加瀬信行（オフィス蓬城 アルバイト） - 滝直希

第4話 TAXI
- 藤沢美紀（BAR「優」ホステス） - 遠山景織子
- 八嶋淳（タクシードライバー） - 斎藤歩
- 丸田和之（不動産会社営業マン） - 大河内浩
- 高瀬優子（BAR「優」ママ） - 麻生侑里
- 藤沢麻衣（美紀の娘） - 大村藍来
- 大家（アパート管理人） - 高橋豊
- 秦野靖之（税理士） - 税所伊久磨
- 山内幹夫（広域指定暴力団「銀雄会」構成員） - 田中輝彦

第5話 裸婦は語る
- 立花隆平（画家） - 長谷川初範
- 梅野正美（絵画モデル・5年前行方不明） - 石井里弥
- 立花光恵（隆平の妻） - 日向明子
- 吉﨑妙子（絵画モデル・女子大生） - 秋山実希
- 小原茂樹（出版編集者） - 佐々木睦
- 太田（巡査） - 北山雅康
- 谷沢（喫茶店「BANFF」のマスター） - 津村和幸
- 勝枝（喫茶店「BANFF」の客） - 村松恭子
- 星野佳世（紗子の友人） - 朝倉亜実

第6話 この胸の高鳴りを
- 笠井夏生（女子大生・丹野の恋人） - 前田亜季
- 丹野翔平（ロックバンド「Dee Providence」のボーカル兼リーダー） - 松田悟志
- 三原研治（ロックバンド「Dee Providence」のマネージャー） - 猪野学
- 添島可奈子（福地の恋人） - 大谷允保
- 八木聡（芸能事務所「Jeremy Music Entertainment」社長兼音楽プロデューサー） - 木下浩之
- 福地昭代（福地の母） - 上杉二美
- 福地大二郎（元アマチュアバンドのギタリスト・去年自殺） - 玉有洋一郎
- 元村美穂（丹野の元恋人） - 松下萌子
- 松宮恵理（夏生の友人） - 宮沢紗恵子
- ナオミ（モデル・丹野の元恋人） - 七生奈央
- 甲田（「Dee Providence」のメンバー） - 坂田直貴
- 柄本（「Dee Providence」のメンバー） - 富川一人
- 早乙女（「Dee Providence」のメンバー） - 大根田良樹

第7話 空中の楼閣
- 庄司タケル（人気作家） - 村上淳
- 安藤芳樹（装丁家） - 菊池健一郎
- 勝村繁彦（讃光社の編集者・亀山美和子の初単行本出版を担当） - 大鷹明良
- 日高正吾（讃光社の編集者・庄司の担当） - 吉見一豊
- 早乙女佳子（エリセ化粧品広報部） - 七森美江
- ナナエ（女優） - 脇田恵子

第8話 正義の翼
- 南れい子（大内機械工業第三研究室地雷処理ロボット開発のチームリーダー） - 小西美帆
- 大内貴明（大内機械工業 社長） - 藤堂新二
- 横山澄江（大内機械工業 清掃員） - 前沢保美
- 小峰利夫（伝書鳩愛好会 会員・帝都新聞鳩係OB） - 仙波和之
- 猪俣健吾（部品メーカー 経営者） - ホリベン
- 中川光信（伝書鳩愛好会 会員・帝都新聞鳩係OB） - 山本勝
- 秋葉英治（大内機械工業秘書室 社員） - 山本哲也
- 辻正康（大内機械工業秘書室 社員） - 北出真也
- 脇田勝彦（城南大学鳥類学研究室 名誉教授・旧姓「飯沼」） - 大滝秀治

第9話 編集された殺人
- 鍋島司（検察官） - 石橋保
- 堀添博（美穂の父） - 小沢象
- 三島陽子（「スナック椿」アルバイト） - 村井美樹
- 椿美穂（「スナック椿」ママ・友章の妻） - 寺田千穂
- 椿友章（「スナック椿」店主） - 桐本琢也

第10話 寝台特急カシオペア殺人事件!
- 堂上公江（翻訳家・「寝台特急カシオペア」2号車3番の乗客） - 長山藍子（33年前：田口寛子）
- 安藤礼治（慶徳大学 教授・「寝台特急カシオペア」1号車1番の乗客） - 永島敏行
- 根元尚吾（公判の証人・「寝台特急カシオペア」2号車4番の乗客） - 柏原収史
- 仲瀬親洋（仲瀬開発 社長・平成のホテル王・元通商産業省職員） - 黒部進（33年前：大口兼悟）
- 保坂有三（フリーター・「寝台特急カシオペア」1号車3番の乗客・本名「藤井」） - 平賀雅臣
- 安藤仁奈子（礼治の妻・「寝台特急カシオペア」1号車1番の乗客） - 山本みどり
- 安藤博貴（礼治と仁奈子の息子・「寝台特急カシオペア」1号車1番の乗客） - 浅利陽介
- 三樹ライナ（人気モデル・「寝台特急カシオペア」2号車2番の乗客） - 松永京子
- 折原国子（ライナの友人・「寝台特急カシオペア」2号車2番の乗客） - 平岩紙
- 羽鳥亮矢（俳優・「寝台特急カシオペア」1号車4番の乗客・偽名「増田二郎」） - 森本亮治
- 増田悦郎（羽鳥のマネージャー・「寝台特急カシオペア」1号車4番の乗客） - 木下政治
- 津島悟（クラブ「XTC」経営者・「寝台特急カシオペア」2号車1番の乗客） - 江原シュウ
- 国枝宏和（「寝台特急カシオペア」車掌） - 小久保丈二
- 目黒美音（「寝台特急カシオペア」車掌） - 松下恵
- 田所周一（北海道警察組織犯罪対策課 刑事） - 坂西良太
- 根元雪実（Cafe「ゆきのはな」経営者・尚吾の妻） - 映美くらら
- 新井田政彦（テロ組織「赤いカナリア」幹部・指名手配犯） - 川本淳市
- 塚原一（清掃員・爆弾マニア） - 崔哲浩
- 藤北寛（帝都理科大学工学部 元学生・33年前爆発事故に巻き込まれ死亡） - 阿部薫
- 榎本（北海道警鉄道警察隊） - 野口雅弘
- 矢島（暴力団「北洋会」幹部） - 平田康之
- 根元大地（尚吾と雪実の息子） - 野副隼
- 恵（仲瀬の孫） - 松下芽萌里

第11話 ついている女
第12話 狙われた女
- 吉井春麗（青梅女子刑務所 服役囚・囚人番号303番） - MEGUMI（S17-19〈回想〉）
- 石田署長（警視庁秋川警察署 署長） - 潮哲也
- 飯島刑事（警視庁秋川警察署 刑事） - 池田政典
- 岡刑事（警視庁秋川警察署 刑事） - 工藤俊作
- 戸崎美佐（青梅女子刑務所 刑務官） - 久世星佳
- 久保（白バイ警官・向島の部下） - 久保田芳之
- 市川隆夫（白バイ警官・向島の部下） - 武井秀哲
- 周文健（春麗の父・台湾マフィアの元ボス） - 谷本一

第13話 マリリンを探せ
- 沖田一俊（ヨツバ商事 社員・稲垣の高校時代の友人） - 河相我聞
- 稲垣智也（第4の被害者・家電メーカー社員） - 北村栄基
- 諏訪山睦男（麻薬の売人・半年前バイクとの接触事故で死亡） - 粟島瑞丸
- 沖田里美（沖田の妹・高校生・10年前転落死） - 長谷川愛
- 小林（マリリンの元飼い主の息子） - 藤田三三三
- 福光公次（第3の被害者・フリーター） - 近藤大介
- 工藤しおり（第2の被害者・飲食店従業員） - 広田礼美

第14話 琥珀色の殺人
- 英道明（シガーバー「Cask」オーナー兼バーテンダー） - 田山涼成
- 藤井詠子（シガーバー「Cask II」元バーテンダー） - 小橋めぐみ
- 勝谷誠（有名なウィスキー評論家） - 伊藤高

第15話 20世紀からの復讐
- 佐藤和彦（コンビニ「Moga Mart」店員） - 近藤公園
- 佐藤美登里（和彦の妻） - 吉村涼
- 坂崎由紀雄（爆弾魔） - 本田大輔
- 児玉隆（「Moga Mart」の客） - 少路勇介
- 水沢真美（「Moga Mart」の客） - 伴杏里

第16話 悪女の証明
- 山浦幹治（外務省事務次官） - 堀内正美
- 加東倫恵（中央日報 記者） - 山口香緒里
- 草葉成彦（外務省東アジア二課長） - 奥田達士
- 藤竹清英（公民党 議員） - 石井英明
- 岡田（片山雛子の秘書） - 日高迅

第17話 新・Wの悲喜劇
- 白鳥寿々美（「シティハウス青山」401号室の入居者・亀山家の一つ上の階に住む主婦） - 中島知子
- 白鳥晋三（会社員・寿々美の夫） - 徳井優

第18話 白い声
- 中津留健吾（順子の父） - 山本亘
- 熊沢武明（警視庁東調布警察署 刑事） - 上杉祥三
- 三田村真司（城南大学理工学部 助手） - 西川忠志
- 中津留順子（エステサロン勤務・去年死亡） - 直林真里奈
- 梅本（監察医） - 石山雄大
- 中津留正一（健吾の兄） - 井原幹雄
- 室戸繁（城南大学理工学部 教授・去年死亡） - 伊藤延広

最終話 黙示録
- 茂手木進（茂手木法律事務所の弁護士・貴文の国選弁護士） - ベンガル
- 犬井芳郎（茂手木の助手・貴文の同級生） - 宮川一朗太
- 飯田正志（里美の元恋人で事件当時高校生） - ひかる一平
- 黒木勝（警視庁渋谷東警察署生活安全課古物担当 警部補・25年前は「品川母娘放火殺人事件」の捜査担当） - 成瀬正孝
- 粕谷圭（帝都新聞 記者） - 伊藤高史
- 緑川達明（東京地検検事・25年前は「品川母娘放火殺人事件」の捜査担当） - 遠藤たつお
- 錦貴文（死刑囚） - 久松信美
- 糸数文雄（警視庁渋谷東警察署 鑑識） - 西沢仁太
- 富山万里子（25年前の「品川母娘放火殺人事件」被害者・里美の母） - 阿部朋子
- 富山里美（25年前の「品川母娘放火殺人事件」被害者） - 桜川博子
- 橘ゆり江（聖エレナ修道院 シスター・元法務大臣） - かとうかず子
- 錦文忠（貴文の父） - 林隆三

### season7（2008年 - 2009年）
第1話 還流〜密室の昏迷
第2話 還流〜悪意の不在
- 小笠原雅之（富司商事非鉄金属本部 部長） - 西岡德馬
- 兼高公一（NGO「PELICAN」海外スタッフ・亀山薫の友人） - 四方堂亘
- 京極民生（NGO「PELICAN」設立者） - 織本順吉
- 田坂晋一（富司商事非鉄金属本部 社員・小笠原の部下） - 中山一也
- 恭子（NGO「PELICAN」スタッフ） - 蜷川みほ
- 山口（NGO「PELICAN」スタッフ） - 西ノ園達大
- 恵美子（NGO「PELICAN」スタッフ） - 鈴木麻衣花
- 奥田（NGO「PELICAN」スタッフ） - 高瀬尚也
- 佐知子（NGO「PELICAN」スタッフ） - 真田あゆみ
- 大塚鉄夫（検事） - 矢嶋俊作（第2話のみ）

第3話 沈黙のカナリア
- 松岡京介（後藤の公設秘書） - 眞島秀和（小学生：飛田光里）
- 後藤新次（衆議院議員・厚生労働省大臣政務官） - 大沢健
- 中村忠是（後藤の政策担当秘書） - 磯部勉
- 小谷妙子（松岡の母・故人） - 立原麻衣
- 木戸（警視庁 公安部長） - 仲恭司
- 種田正（日雇い派遣アルバイト） - 犬飼淳治
- 高本信嘉（日雇いアルバイト） - 顔田顔彦
- 古賀（後藤の秘書） - 菊地真之
- 中井雅人（日雇いアルバイト） - 大治幸雄

第4話 隣室の女
- 横山慶子（6年前に失踪した男の不倫相手・偽名「岸あけみ」） - 佐藤仁美
- 横山時雄（慶子の兄） - 湯江健幸
- 福井陽一（慶子の元婚約者） - 草野康太
- 細川洋子（スナックのママ） - 歌川椎子
- 三村（刑事） - 今奈良孝行
- 岸あけみ（本物の「岸あけみ」） - 松村千絵
- 岸駿平（慶子の息子） - 加藤翼

第5話 顔のない女神
- 伊沢ローラ（ラジオ番組「NEVER END」のDJ） - 清水美沙
- 神野志麻子（ラジオ番組「NEVER END」のプロデューサー） - 日下由美
- 佐久間（サタデートピックスのプロデューサー） - 岩田和樹
- 木下肇（ローラのファン） - 高木稟
- 竜崎（ディレクター） - 森戸宏明
- 西田春香（新番組「HAPPY TIME」のDJ予定） - 岡村亜紀

第6話 希望の終盤
- 畑一樹（将棋新聞記者） - 蟹江一平
- 西片幸男（将棋タイトル2冠） - 水橋研二
- 大野木亮（真剣師） - 松田賢二
- 里見二三一（日本将棋連盟認定9段） - 石濱朗
- 山名悟（記録係） - 平井真軌
- 村田隆（将棋タイトル3冠） - 松澤傑
- 江口（リポーター） - 樋口泰子

第7話 最後の砦
- 野村修司（北川警察署 警部補） - 金山一彦
- 下柳努（北川警察署 巡査部長） - 鈴木浩介
- 日下部裕（マンションの住人） - ムロツヨシ
- 杉田峰雄（北川警察署 署長） - 伊藤紘
- 高梨加奈（第3の被害者） - 小出ミカ
- 辻正巳（容疑者） - ひたたら

第8話 レベル4〜前篇
第9話 レベル4〜後篇・薫最後の事件
- 小菅彬（国立微生物研究所 研究員・東京大学医学部卒業） - 袴田吉彦
- 長峰千沙子（国立微生物研究所 研究員） - 大路恵美
- 後藤一馬（国立微生物研究所 研究員） - 樋渡真司
- 山岸邦光（防衛省大臣官房審議官） - 藤田宗久
- 志茂田（国立微生物研究所 主任） - 並樹史朗
- 吉田（鑑識） - 伊藤竜也
- 桂小次郎（国立微生物研究所 所長） - 唐沢民賢（第8話のみ）
- 松井（警視庁 特殊隊員） - 竹嶋康成（第9話のみ）

第10話 ノアの方舟〜聖夜の大停電は殺人招待状!
- 野上昶（フリーライター） - 中本賢（幼少期：東谷柊一）
- 遠藤室人（菱河コーポレーション 環境事業推進部長） - 三浦浩一
- 根津秀雄（帝都大学 非常勤講師） - 野仲イサオ
- 山本平蔵（菱河コーポレーション 社長） - 浜田晃
- 笠村由紀子（衆議院議員） - 松浦佐知子
- 中田一郎（環境省地球環境局課長補佐） - 伊藤正之
- 天野克久（パーティーの表彰者） - 武発史郎
- 阿藤富士夫（ROYALWING号の船長） - 三田村賢二
- 野上孝三（昶の父・故人） - 岸博之
- 瀬田和哉（宗明の息子） - 渡邉邦門
- 磯部（法務省 事務次官） - 国枝量平
- 野上（野上の母） - 桜木ひろ子
- 樋口秀和（テロリスト） - 江藤大我
- 山岸正一（テロリスト） - 西沢智治
- 田中慶次（テロリスト） - 新虎幸明

第11話 越境捜査
- 早川仁志（神奈川県警 刑事） - 益岡徹
- 藤堂俊作（不動産会社社長） - 五代高之
- 藤堂玲子（俊作の妻） - 杉山彩子
- 森岡滋（神奈川県警 刑事） - 檀臣幸
- 桑原努（神奈川県警 刑事・早川の部下） - 赤間浩一
- 前田雄三（神奈川県警 刑事・早川の部下） - 野口雅弘
- 倉田泰造（神奈川県警 刑事・早川の部下） - 本郷弦
- 長嶺修（銃器不法所持の再犯） - 土平ドンペイ
- 中谷京子（長嶺に人質にとられた女性） - 野口かおる
- 丸岡保（俊作の会社の専務） - 松崎謙二
- 桜田佳織（誘拐犯） - 西方杏
- 内海正也（誘拐犯） - 進藤健太郎
- 藤堂亜里沙（俊作の娘） - 菊池和澄

第12話 逃亡者
- 左勇馬（田町警察署 刑事） - 丸山智己
- 志茂川真（綾香の恋人） - 山下徹大
- エリ・コバヤシ（アクセサリー店店主） - 英玲奈
- 松下志穂（綾香の母） - 三谷侑未
- マルコ・イノウエ（別名「井上健一」） - 広瀬剛進
- 松下綾香（階段から転落死） - 野貴葵

第13話 超能力少年
- 縄手順子（パートタイマー・拓海の母） - 濱田マリ（小学生：高瀬岬）
- 斎木敏也（順子の元夫・拓海の父） - 谷川昭一朗
- 芦田真紀（クラブ「真紀」経営者） - 岩本千春
- 坂本明（おしぼり業者） - 佐藤銀平
- 縄手拓海（小学生・超能力少年） - 田中碧海
- 室賀厚子（主婦） - 時任亜弓
- 芦田孝雄（不動産会社「キャッスルエステイト」課長・真紀の夫） - 白石タダシ

第14話 男装の麗人
- 荊城紫雨（帝都歌劇団 元団員） - 奥山佳恵
- 富岡史恵（ヤマギワプランニング 従業員・元団員の潮風うらら） - さとうやすえ
- 山際昌子（ヤマギワプランニング 社長） - 小宮久美子
- 淀わたる（帝都歌劇団 元団員・紫雨の先輩） - 大家由祐子
- 矢橋（ヤマギワプランニング 専務） - 北出真也
- 江島まゆみ（紫雨の隣人） - 那須佐代子
- 佐々木（佐々木の母） - 井口恭子
- 佐々木健二（帝都歌劇団 元スタッフ・3か月前自殺） - 乙黒史誠
- アンジェリーク（紫雨の相手役） - 飯野めぐみ

第15話 密愛
- 榊敏郎（悦子の使用人） - 国広富之
- 榊（榊の妻） - 片桐千里
- 宇佐美（悦子の父） - 奈良坂篤
- 宇佐美（悦子の母） - 河野景子
- 宇佐美悦子（仏文学翻訳家・杉下右京の恩師） - 岸惠子（少女期：中島まりな / 青春期：中山久美子）

第16話 髪を切られた女
- 川島敏夫（映画監督） - 秋野太作
- 中川香織（助監督） - 渡辺真起子
- 浅井至（美術担当） - 諏訪太朗
- 長澤浩一（カメラ担当） - 有福正志
- 多田信也（プロデューサー） - 米山善吉
- 三村奈津子（文光印刷 社員・故人） - 岡野真那美
- 秋山孝之（文光印刷 社員・三村の彼氏） - 石母田史朗

第17話 天才たちの最期
- 柘植瑛子（時創舎 編集アシスタント・安原の担当） - 黒川芽以
- 堀江恵一（時創舎 社長） - 三上市朗
- 城戸幸四郎（詩人・東都芸術大学 准教授） - 中島久之
- 五十嵐孝介（詩壇の重鎮・安原の後見人） - 西沢利明
- 安原慎一（詩人・東都芸術大学 学生） - 三浦涼介
- 梅津朋美（詩人・7年前自殺） - 清水美那
- 有吉（東都芸術大学 学生・安原の同級生） - 片山景介

第18話 悪意の行方
- 久保田優子（「Burai」CS課 パトロール） - 原史奈（高校時代：大西亜衣未）
- 伊藤真央（真清学園中学校 教師） - 金子さやか
- 五味勇一郎（空き巣容疑の指名手配犯） - 金原泰成
- 八木下卓也（区立田川西中学校 生徒） - 春山幹介

最終話 特命
- 小池源一（馬頭刈村の区長） - 前田吟
- 法春（馬頭刈村の住職） - 苅谷俊介
- 小池晋平（源一の弟） - 日野陽仁
- 小池福助（源一と貞子の息子） - 伊嵜充則
- 山口直弓（特命係に毅一が書いた絵を送った女性） - 宮本真希
- 山口毅一（直弓の弟・知的障碍者） - やべきょうすけ
- 真鍋哲朗（馬頭刈村の駐在所巡査） - 趙珉和
- 小池貞子（源一の妻） - 大塚良重
- 舟木（馬頭刈村の医師） - 二瓶鮫一
- 田中（警察庁長官官房首席監察官） - 長沢大

## スタッフ

### pre season（土曜ワイド劇場）
- 助監督 - 吉野晴亮（1・3）、山本伊知郎（2）、安養寺工、神村正義
- 撮影 - 上林秀樹（J.S.C）
- 編集 - 只野信也（J.S.E）
- 音楽 - 義野裕明
- 選曲 - 塚本桂三
- 音響効果 - 大泉音映（1・2）、原田千昭（原田サウンド）（3）
- MA - 映広
- 殺陣 - 斉藤一之（1）、二家本辰巳
- 宣伝 - 保坂正紀・豊島晶子・蓮実理奈（テレビ朝日）
- プロデューサー - 松本基弘（テレビ朝日）、香月純一・須藤泰司（東映）
- プロデューサー補 - 西平敦郎（東映）（2・3）
- メインテーマ - Basement Jaxx「rendez-vu」（[注 22]）
- エンディングテーマ - ZARD「promised you」（[注 23]）
- 制作 - テレビ朝日・東映

### レギュラー放送
- チーフプロデューサー - 松本基弘（テレビ朝日、season3-7）
- プロデューサー - 松本基弘（テレビ朝日、season1・season2のみ）、香月純一（東映、season1-3）、須藤泰司（東映、season1-4）、西平敦郎（東映、season1-5）、 島川博篤（テレビ朝日、season3-5）、土田真通（東映,season6・season7）
- プロデューサー補 - 島川博篤（テレビ朝日、season1・season2のみ）、伊東仁（テレビ朝日、season3-7）
- 協力プロデューサー - 須藤泰司（東映、season5-）、西平敦郎（東映、season1-7）
- 編集 - 斉藤和彦（season2）、小原聡子（season3 最終話）
- 選曲 - team K（season6、7、特別編）、辻田昇司（ウィーヴァーズ / season6 第10話）
- 音楽 - 池頼広
- 音楽監督 - 義野裕明（ - season5）
- EED - 田中泰晴（season1）、谷内和正（season2 - season7）
- 殺陣 - 門脇亨（season5）
- CG・VFX - 白組（season1 - 5）、クロフネプロダクト（season1 -7）
- タイトルバック - 澤井昭彦[注 24]（season1 - 7）、IXNO image LABORATORY（season7）、画龍（season7）

## 欠番
season3第7話「夢を喰う女」は、閲覧者の個人情報（帯出記録）を図書館の司書から聞き出す場面に対して、日本図書館協会から「地方公務員法（第34条。守秘義務）違反になりかねない」「警察においてもこのようなことは現在ほとんどしていない」という意見が、他にも世田谷区の図書館など図書館関係者からの指摘が寄せられたため、欠番となっている（図書館の自由に関する第3宣言違反の行為。捜索差押許可状（令状）以外は照会も認められず、相手方は拒否出来る）。日本図書館協会によれば、テレビ東京の「夏樹静子サスペンス 特捜刑事・遠山怜子」第1作「愛と復讐のウインターギフト殺人事件」（2003年11月16日放送）でも同様の描写があったという。
テレビ朝日は、2004年12月15日付で日本図書館協会などに「令状を見せる場面を省略したことは不適切だった」と詫びたほか、謝罪テロップを放送している。
このストーリーについてはオフィシャルガイドブックに「season3第7話は欠番です」と記されているのみで、再放送や番組販売は行われていないうえ、DVDへの収録やTELASAでの配信もされておらず、事実上の封印作品となっている。また、season3のテレビ朝日公式サイトにおけるあらすじのバックナンバー一覧からも削除されており、ノベライズ3上巻末の放送リストでも触れられていない。
なお日本図書館協会では照会での対応は緊急性などを考慮し「図書館側での判断」としており、実際に令状ではなく照会による情報提供が多数行われている。